# Albert Güldenstein

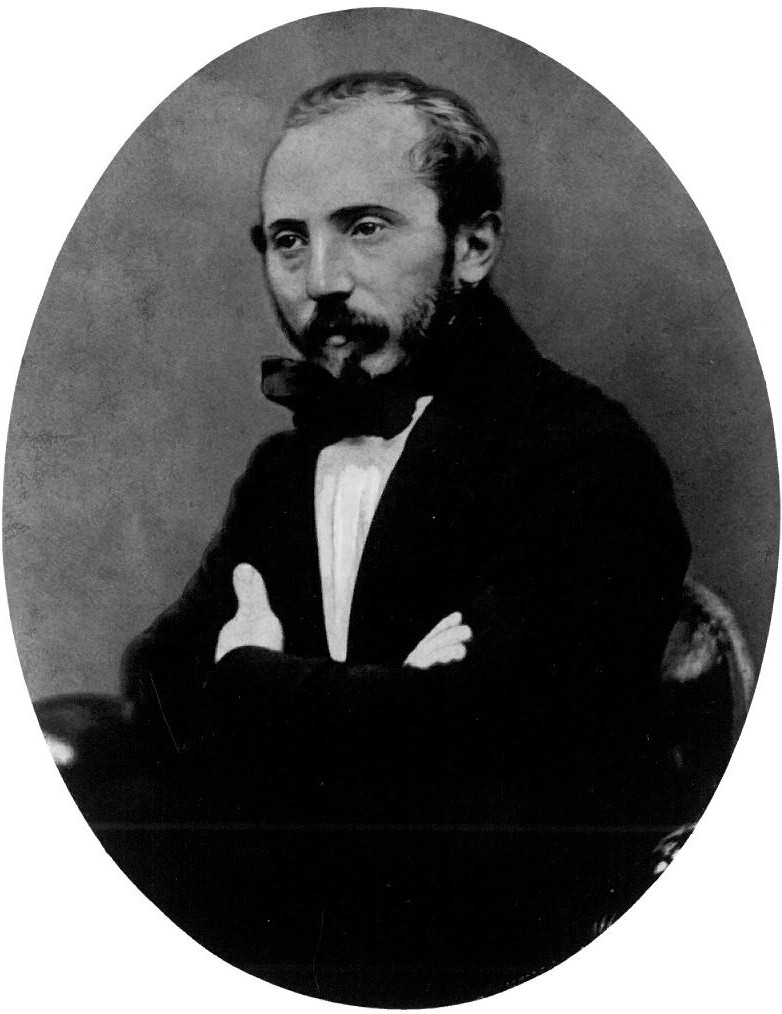
Albert Güldenstein um 1870

Albert Güldenstein (* 3. Januar 1822 in Sontheim; † 25. Mai 1891 in Stuttgart; eigentlich Abraham Isaak Güldenstein) war ein württembergischer Bildhauer von regionaler Bedeutung. Seine Hauptwerke sind naturalistische Tierplastiken und tierplastische Applikationen an Kandelabern und Brunnen für die Stuttgarter Schlösser Villa Berg, Schloss Rosenstein und Wilhelma. In seinen Grabmal-, Denkmal- und Brunnenfiguren ist er seiner klassizistischen Ausbildung verhaftet.

## Leben und Werk
Angaben ohne Nachweis stützen sich vorzugsweise auf Müller-Klunzinger, ersatzweise auf das AKL.

### Herkunft
Albert Güldenstein wurde am 3. Januar 1822 in Sontheim als Sohn jüdischer Eltern geboren. Sein Vater war der Kaufmann Isak Michael Güldenstein (1777–1861), seine Mutter Karoline Güldenstein geb. Gressle (1792–1858) aus Affaltrach. Die väterliche Familie stammt wohl von einem der Schutzjuden ab, die von dem Deutschen Orden schon im 16. Jahrhundert in Sontheim angesiedelt wurden. Von den 16 Kindern der 1811 geschlossenen Ehe war Albert das achte Kind. Sein älterer Bruder Bernhard Güldenstein (1819–1873) war Webermeister und zog um 1855 nach Stuttgart, wo Albert bereits seit 1849 wohnte. Er betrieb dort anfangs eine Strohmanufaktur und betätigte sich später als Makler. Der zweitälteste Bruder Michael Güldenstein (1814–1861) war von 1841 bis zu seinem Tod Bezirksrabbiner in Bad Buchau.
Seine jüdische Abstammung scheint Güldenstein nicht geschadet zu haben, weder bei seiner Ausbildung noch bei seinen Auftraggebern. In sämtlichen Akten, die sich mit seiner Person oder den herrschaftlichen Aufträgen an ihn befassen, wird nicht einmal erwähnt, dass er Jude ist, und auch unterschwellige, negative Anspielungen fehlen ganz. Auch in zeitgenössischen Presseveröffentlichungen, außer in der Allgemeinen Zeitung des Judentums, ist von Güldensteins jüdischer Herkunft nicht die Rede.

### Ausbildung und Berufseinstieg
Über Güldensteins Kindheit und seine schulische Ausbildung ist nur wenig bekannt. Er zeigte „eine geistig rege Art und zeichnerisches Talent“ und besuchte die Schule in Sontheim. Dann machte er eine Lehre als Graveur in der Bruckmann’schen Silberwarenfabrik in Heilbronn.

#### München (1840–1843)
Im Jahr 1840 begann er bei dem Bildhauer Ludwig Schwanthaler in München eine Lehre als Ziseleur. Nach einem Jahr wurde er von Schwanthaler zu Bildhauerarbeiten verwendet, da er „seine freie Zeit zum Componiren benützt hatte“. Im Alter von 20 Jahren, am 5. November 1842, trat er in die Bildhauerklasse der Akademie der Bildenden Künste München ein, an der auch Schwanthaler als Professor unterrichtete. Die Behauptung, Güldenstein sei (in der Bildhauerei) ein Schüler von Schwanthaler gewesen, wies sein Bruder Michael 1846 in der Allgemeinen Zeitung des Judentums vehement zurück, eigentlich sei er ein „Zögling der königlichen Kunstschule zu Stuttgart“.

#### Stuttgart (1843–1847) und Berlin (1845)
1843 übersiedelte Güldenstein nach Stuttgart und besuchte die dortige Kunstschule als Schüler des Bildhauers Theodor von Wagner. Er schuf ein Flachrelief, das eine Szene aus der Sintflut darstellte und allgemeine Anerkennung fand. 1845 bewarb er sich um eine Unterstützung aus dem Kunstreisefonds „Behufs einjährigen Aufenthalts in Berlin […], woselbst er um das für israelitische Kunstzöglinge gestiftete Beer’sche Reise-Stipendium von 500. Preußischen Thalern durch eine daselbst zu fertigende Concurrenz-Arbeit sich bewerben will.“ Die Kunstschuldirektion befürwortete den Antrag in Anbetracht dessen, „daß er durch ein im vorigen Jahre in der Kunstschule gefertigtes Basrelief ein vorzügliches Talent für die Plastik gezeigt und dieses auch durch seine neueren Studien in jener Anstalt beurkundet habe.“ Daraufhin wurde ihm am 23. April ein Reisestipendium über 400 Gulden zugesprochen. Güldenstein ging nach Berlin, schuf dort ein Relief oder eine Skulptur als Wettbewerbsarbeit und gewann den Rompreis der Michael-Beer-Stiftung, der seit 1833 an jüdische Künstler vergeben wurde, um ihnen eine einjährige Studienreise nach Italien zu ermöglichen. Die Italienreise konnte er jedoch erst zwei Jahre später antreten, weil mittlerweile herrschaftliche Aufträge in seiner Heimat auf ihn warteten.

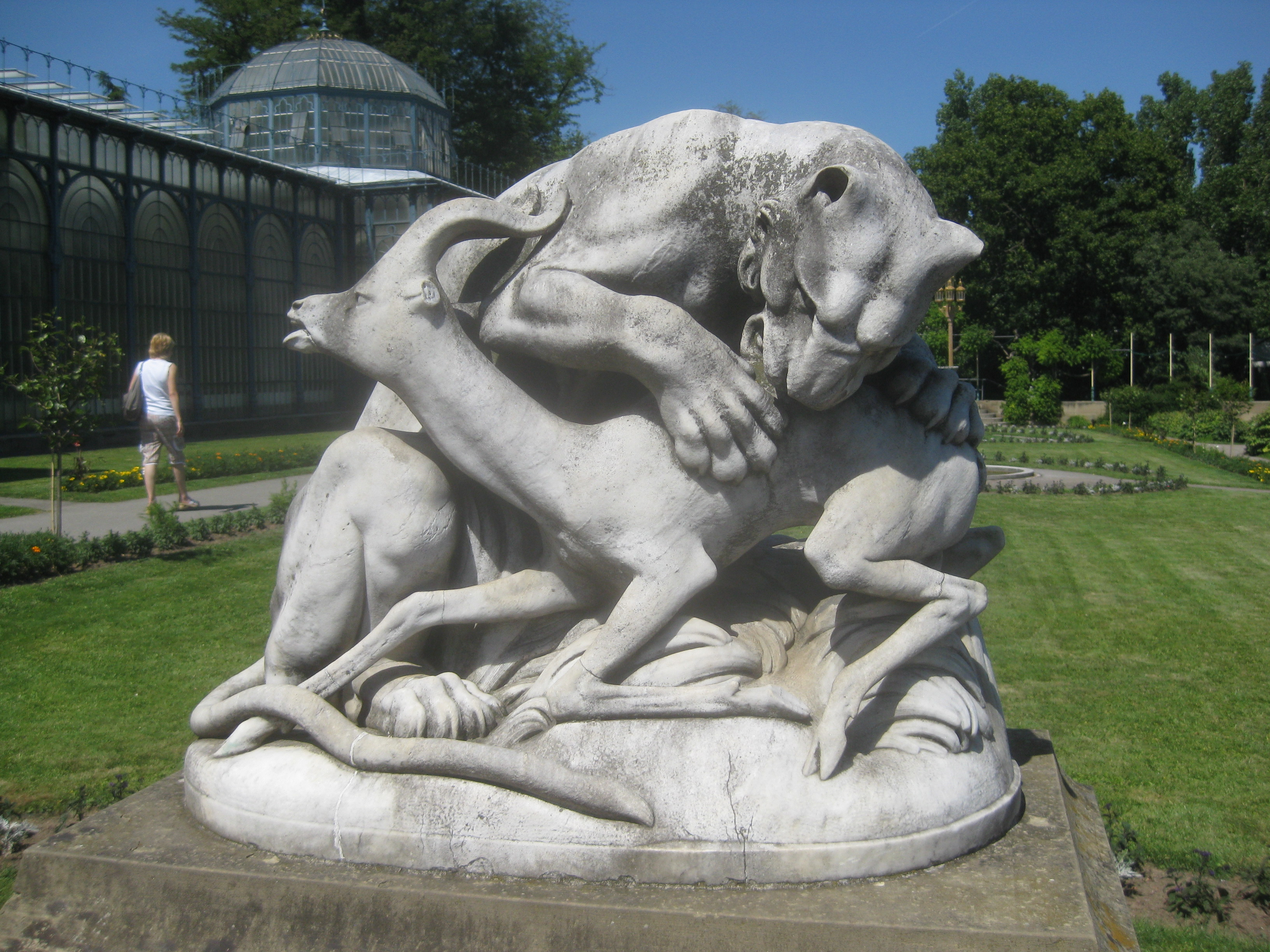
Güldensteins erste Tiergruppe für die Wilhelma

Anfang 1846 arbeitete er vorübergehend in seiner Heimatgemeinde Sontheim an „einem größeren Kunstwerke, dessen Sujet soll ein alttestamentliches sein.“ Wieder in Stuttgart erhielt er von Kronprinz Karl I. den Auftrag, Skulpturen für seine neu zu erbauende Villa Berg zu fertigen. Dazu ließ Karl I. ihm ein eigenes Atelier einrichten. Im Laufe des Jahres 1847 besuchte König Wilhelm I. Güldenstein in seiner Werkstatt, um sich diese Arbeiten anzusehen. Dabei sah er auch einige Tiergruppen, die Güldenstein modelliert hatte, und gab ihm den Auftrag, ein Pendant zu der Tiergruppe zu schaffen, die in der Wilhelma aufgestellt war und von einem unbekannten italienischen Bildhauer stammte. Noch in Stuttgart erstellte Güldenstein ein Modell der Tiergruppe, das den Beifall des Königs fand.

#### Rom (1847–1848)
Ende Juli 1847 brach Güldenstein nach Rom auf, wo er am 18. November 1847 eintraf. Während seines Rom-Aufenthalts wurde er Mitglied der Deutschen Künstler-Vereinigung, scheint aber sonst keine Spuren hinterlassen zu haben. In Rom führte er die Tiergruppe für König Wilhelm I. in Carrara-Marmor aus. In Anbetracht der revolutionären Unruhen verließ er Rom Ende 1848.

### Berufsleben
1849 kam Güldenstein wieder nach Stuttgart, wo er sich bis zu seinem Lebensende niederließ. Bis er 1854 sein erstes eigenes Haus erwarb, wohnte er in fünf verschiedenen Mietwohnungen, alle zentral im näheren Umkreis des Neuen Schlosses gelegen.

#### Hauptwerke
Als Güldenstein nach Stuttgart zurückkehrte, standen die Zeichen günstig für den jungen Bildhauer. König Wilhelm war mit der ersten Tiergruppe, die Güldenstein für ihn geschaffen hatte, sehr zufrieden, und auch seine ersten Arbeiten für die Villa Berg waren gut aufgenommen worden. Für die weitere Ausstattung der Wilhelma und ihrer Gärten, für die Villa Berg und für Schloss Rosenstein gab es Arbeit in Hülle und Fülle, und Güldenstein war in den 1850er Jahren mit Aufträgen gut versorgt. Während dieser Zeit schuf er seine Hauptwerke, die alle im Auftrag des Königs bzw. des Kronprinzen entstanden: den Nymphenbrunnen für die Villa Berg, acht weitere Tiergruppen für die Wilhelma sowie sechs Kandelaber, zwei Löwen und zwei liegende Kolossalhirsche für Schloss Rosenstein.

#### Münchner Industrieausstellung 1854
1854 fand in München die Erste Allgemeine Deutsche Industrieausstellung statt. Güldenstein stellte zusammen mit dem Stuttgarter Kunstgießer Wilhelm Pelargus einen zweiten Abguss der Hirschgruppe, die für den Kölner Kaufmann W. Meurer bestimmt war, und zwei für Schloss Rosenstein bestimmte Kandelaber aus, außerdem „zwei Figürchen »Winter und Frühling« darstellend“.
In dem Bericht der „Beurtheilungs-Commission“ hieß es: „So lebendig die Thiergruppen auch sind, und so geschickt zusammengestellt, so ist doch die Ausführung eine sehr mangelhafte zu nennen. Dasselbe lässt sich von den beiden Figürchen sagen.“ Trotzdem erhielt Güldenstein eine Belobende Erwähnung „wegen der Lebendigkeit in seinen Thiergruppen“ und Pelargus „für seine anerkennungswerthen Zinkgüsse von Thiergruppen und Figuren“. In einem Gesuch an König Wilhelm berichtet Güldenstein über den Erfolg seiner Ausstellungsbeiträge: „Seit 14 Tagen aus München zurückgekehrt, wohin ich verschiedene Modelle zur Ausstellung gebracht die sich des Beifalls hoher und höchster Herrschaften so wie vieler Künstler zu erfreuen hatten, […]“.

#### Bewerbung um Professorentitel
Offenbar war Güldenstein in München klargeworden, „wie sehr ein glücklicher Markt von Namen Titel u. Rang eines Ausstellers abhängig gemacht wird“, und richtete daher an König Wilhelm die „Unterthänigste Bitte […] um den Titel eines Professors ohne Gehalt; behufs seines Verkehrs mit dem Ausland, und den Schülern der Sontags-Gewerk-Schule zu Stuttgart“ (im Januar 1853 hatte er
angefangen, „Modellirunterricht für junge Gold- und Silberarbeiter Ciseleurs, Graveurs u. s. w.“ zu erteilen). Der König hatte gegen die „Titel Ertheilung zwar gerade nichts zu erinnern“, ließ seine Beamten aber nach etwaigen Hinderungsgründen forschen. Trotz positiver Beurteilung wurde Güldenstein der Titel verwehrt, weil unter den gleichen Prämissen vielen anderen ebenfalls der Professorentitel zugestanden hätte.

#### Fotograf
Güldenstein scheint sich bereits früh mit der aufkommenden Technik der Fotografie angefreundet zu haben. Im Gewerbe- und Handelsadressbuch des Königreichs Württemberg von 1855 firmiert er als „Bildhauer u. Inhaber einer photographischen Anstalt, Neckarstr. 42“. Offenbar benutzte er die Fotografie auch als Marketinginstrument. So bat er 1863 König Wilhelm, ihm „die Photographien einiger von ihm jüngst modellirter Thiergruppen“ vorlegen zu dürfen.

#### Zeit ab 1860

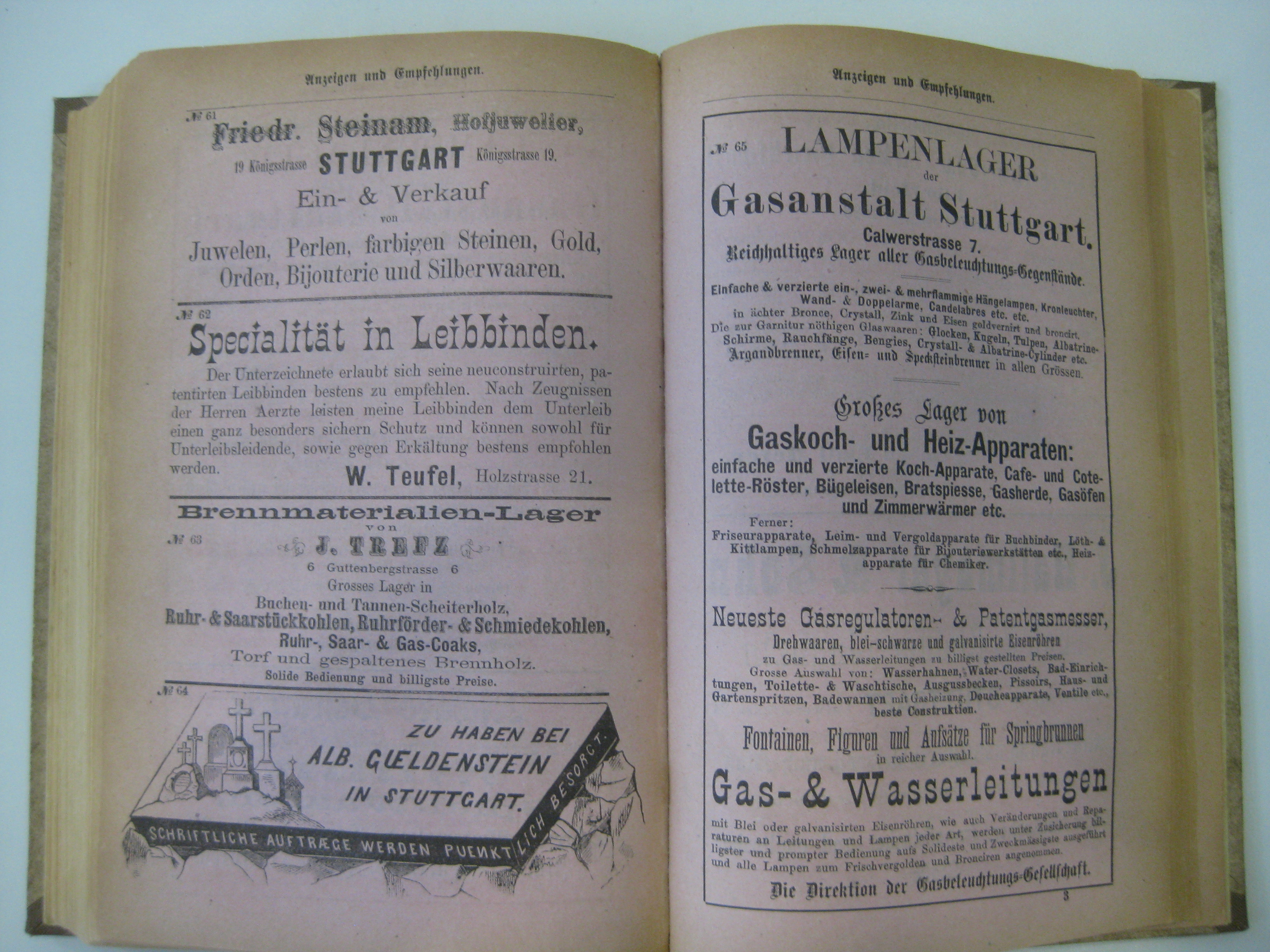
Werbung im Stuttgarter Adressbuch 1870 (links unten)

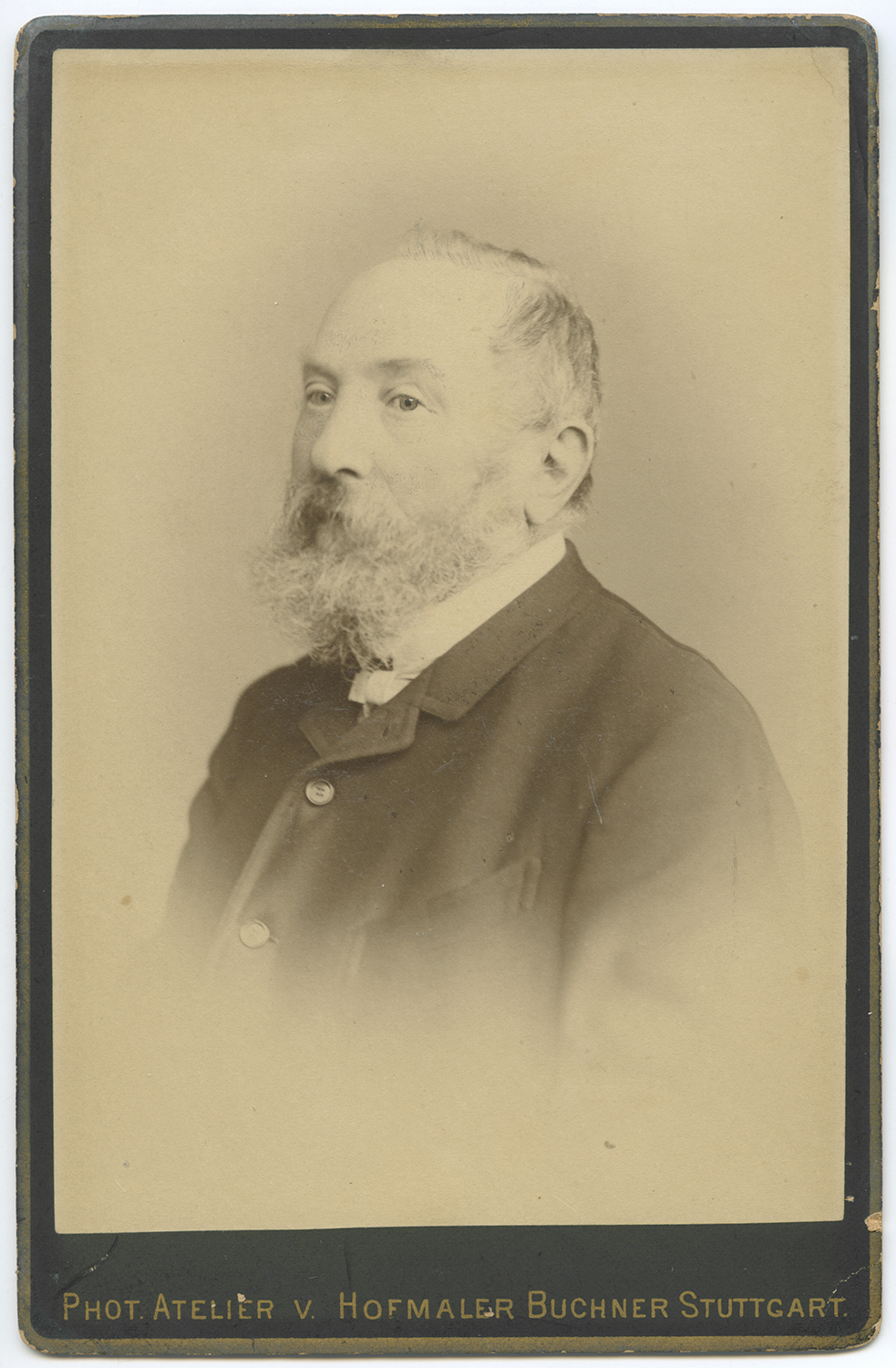
Güldenstein im August 1886

In den 1860er Jahren führte Güldenstein (soweit bekannt) noch zwei herrschaftliche Aufträge aus: zwei Bärengruppen für den Rotwildpark beim Bärenschlössle und die Figur einer „Gabenspenderin“ für die Villa Berg. Zu den bekannten Privataufträgen aus dieser Zeit gehören: die Heilbronnia für den Fleinertorbrunnen in Heilbronn und ein Medaillonbildnis des Moses Mendelssohn am israelitischen Schulhaus Laupheim. 1882 schuf er zum Gedenken an seinen 1864 verstorbenen Gönner König Wilhelm ein fünfteiliges Relief, das er an seinem Wohnhaus Hoppenlaustraße 23 anbrachte.
Eine wichtige Einkommensquelle bildete die Anfertigung von Grabmalen, das Brot- und Butter-Geschäft vieler Bildhauer. Von den nur wenigen namentlich bekannten Arbeiten Güldensteins ist lediglich die Pilger-Statue auf dem Grabmal der Familie Pilger in Heilbronn öffentlich zugänglich, zwei andere Grabmalstatuen werden im Lapidarium der Stadt Heilbronn verwahrt. Die übrigen bekanntgewordenen Grabkunstwerke Güldensteins sind heute nicht mehr vorhanden.

### Einkommen
Güldenstein brachte es mit seinen herrschaftlichen Aufträgen auf beträchtliche Einnahmen. So erhielt er beispielsweise
- 8400 Gulden für 2 Zinkguss-Tiergruppen
- 3200 Gulden für 2 liegende Hirsche
- 7200 Gulden für 4 Marmor-Tiergruppen
- 2898 Gulden für die Marmor-Tiergruppe „Löwe, der sein Junges verteidigt“[23]

Seine guten Einkommensverhältnisse gestatteten ihm 1854 „die Erwerbung eines kleinen Anwesens am Ende der Neckarstraße“ (Neckarstraße 62).  1863 stieß er das bisherige Haus ab und erwarb ein anderes Haus in der Hoppenlaustraße 21. Außerdem baute er 1868 neben diesem Haus das Haus Hoppenlaustraße 23. Neben dem guten beruflichen Einkommen bildeten die Mieteinnahmen aus seinen beiden Häusern eine sichere Rente. Güldenstein gehörte damit zu den wohlhabenden Bürgern in Stuttgart. Ein äußeres Zeichen seines Wohlstandes, aber auch seiner Heimatverbundenheit, war eine Stiftung über 500 Mark, die er „für Arme ohne Unterschied des Bekenntnisses“ in seinem Geburtsort Sontheim errichtete.

### Mitgliedschaften und Ehrungen
Güldenstein war Mitglied in der 1850 gegründeten Stuttgarter Künstlergesellschaft „Das Bergwerk“, der er fast von Anfang an angehörte, und deren Mitgliederliste von 1890 sich wie das Who is Who der Stuttgarter Kunstwelt liest. In dem 1827 gegründeten Württembergischen Kunstverein war er nicht Mitglied, er gehörte aber in den 1850er Jahren dem Künstlercomité des Vereins an.
An Ehrungen wurden ihm zuteil:
- der Rompreis der Michael-Beer-Stiftung[A 9]
- das österreichische Goldene Verdienstkreuz mit der Krone[27]
- in seinem Geburtsort, dem Heilbronner Stadtteil Sontheim, wurde 1955 die Güldensteinstraße nach ihm benannt[28]

### Familie
Albert Güldenstein heiratete am 1. September 1856 in Stuttgart die 14 Jahre jüngere Jüdin Charlotte Chailly (1836–1899). Spätestens seit 1859 lebte das Ehepaar getrennt, zwischen 1859 und 1861 wurde die Ehe geschieden. Am 10. Dezember 1861 heiratete Güldenstein in Stuttgart die sechs Jahre ältere jüdische Witwe Rosalie Hochberger geb. Thalheimer (1816–1892), die in erster Ehe mit dem Esslinger Gastwirt Raphael Hochberger (1815–1854) verheiratet gewesen war. Beide Ehen blieben kinderlos.

### Tod

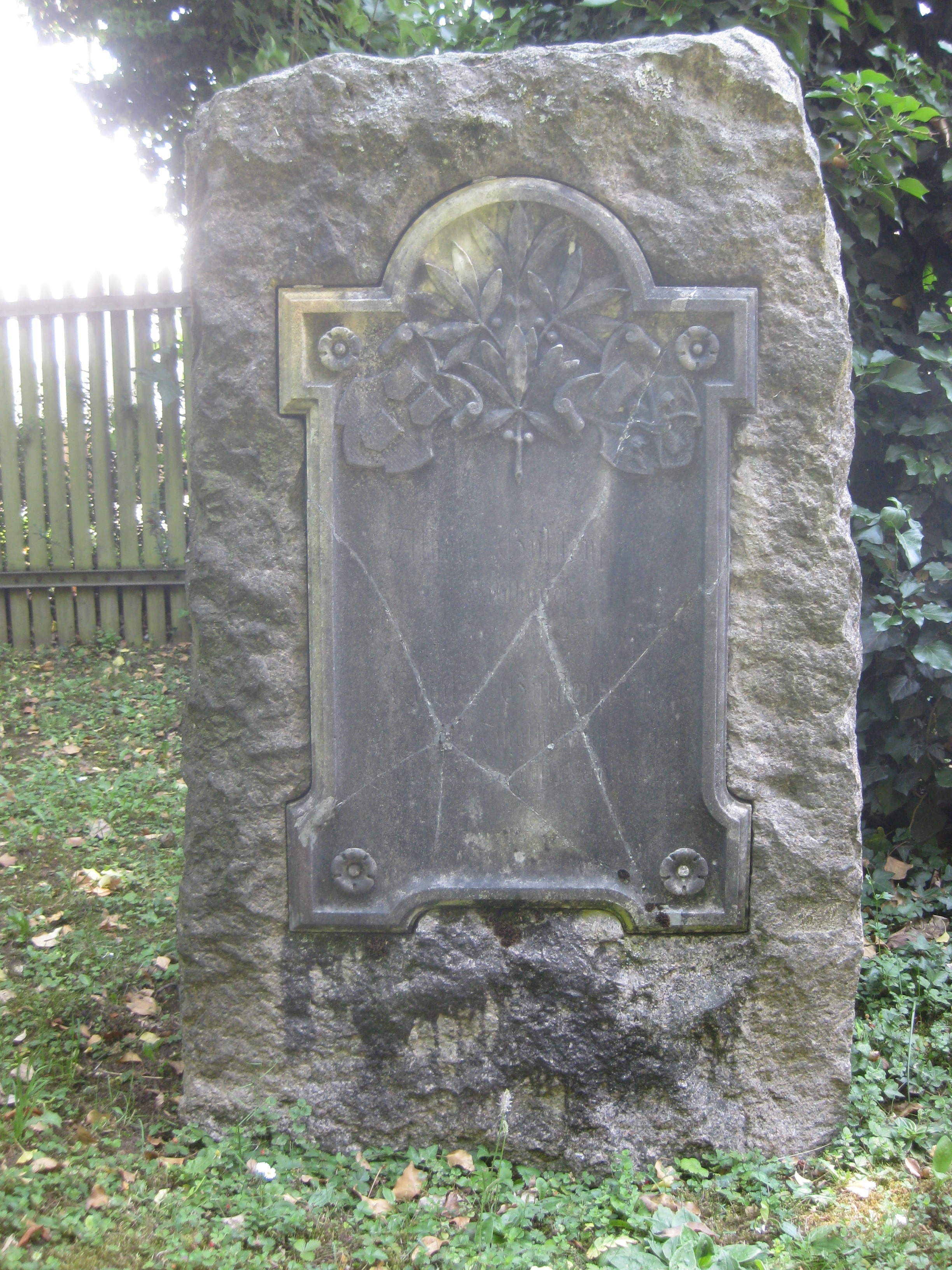
Grabmal von Güldenstein auf dem Pragfriedhof

Güldenstein starb im Alter von 69 Jahren am 25. Mai 1891 in Stuttgart. Es erschien kein Nekrolog über ihn, lediglich eine Todesanzeige in der Schwäbischen Kronik. Das Haus Hoppenlaustraße 21 hatte er bereits drei Jahre vor seinem Tod verkauft, seine Frau verkaufte nach seinem Tod auch das andere Haus. Als sie ein Jahr nach ihrem Mann am 18. Juli 1892 im Alter von 76 Jahren starb, wohnte sie im alten Haus zur Miete. Es ist nicht bekannt, an wen das Erbe des kinderlosen Ehepaars fiel. Güldenstein und seine zweite Frau sind im israelitischen Teil des Pragfriedhofs begraben (Grab Nr. II-V-882/883).

## Werke
Güldenstein schuf hauptsächlich vollplastische Tier- oder Menschenfiguren und Tiergruppen, aber auch Reliefs und Bildnismedaillons. Von seiner zeichnerischen Tätigkeit sind bisher nur zwei Blätter in dem Album der Künstlergesellschaft „Das Bergwerk“ bekannt geworden.
Zu seinen Hauptwerken gehören die Tiergruppen für die Wilhelma, der Nymphenbrunnen an der Ostfassade der Villa Berg, sechs Kandelaber, zwei Löwen und zwei Hirsche für Schloss Rosenstein, die Pilgerstatue für das Grab der Familie Pilger in Heilbronn und die ursprünglich als Brunnenfigur verwendete Figur der Heilbronnia. Das Löwen- und das Hirschpaar wurden im Zweiten Weltkrieg zerstört, die ursprünglich in Zink gegossenen Löwen wurden durch Sandsteinrepliken ersetzt. Von den Tiergruppen in der Wilhelma sind alle bis auf eine erhalten.
Die Bedeutung einiger Kunstwerke lässt sich heute nicht mehr abschätzen, weil sie verlorengegangen sind und auch keine Fotos oder andere Abbilder davon überliefert wurden, dies trifft besonders zu für die Triumphfontaine des Kaiser Napoleon III., vier Reliefs für Villa Berg, die Gabenspenderin, zwei Bärengruppen und das Relief zu Ehren König Wilhelms.
Eine wichtige Einkommensquelle bildete die Anfertigung von Grabmalen, das Brot-und-Butter-Geschäft vieler Bildhauer. Von den nur wenigen namentlich bekannten Grabmal-Arbeiten Güldensteins blieben nur die Pilgerstatue und eine Trauernde erhalten.

### Überlieferte Hauptwerke

#### Pilgerstatue (ab 1846)
Statue eines Pilgers oder des Apostels Jakobus auf dem Grab der Familie Pilger, Marmor (?), Entstehungsjahr ab 1846. Standort: Heilbronn, Alter Friedhof, nordwestlich des Kaiser-Wilhelm-Denkmals, leicht versteckt unter einer hohen Esche. Siehe auch: Sitzender Jakobus.
Ein Mann mit Vorderglatze, langem Bart und langem Hinterkopfhaar, lehnt mit gekreuzten Beinen an einem Baumstumpf, auf dem er seinen Hut abgelegt hat. Er trägt eine Kutte mit Pelerine und Kapuze und ist mit einem Strick gegürtet, an dem eine Trinkflasche hängt. Die Jakobsmuscheln, die Pilgerflasche und der Pilgerhut weisen die Figur als den Apostel Jakobus oder einen Jakobspilger aus.

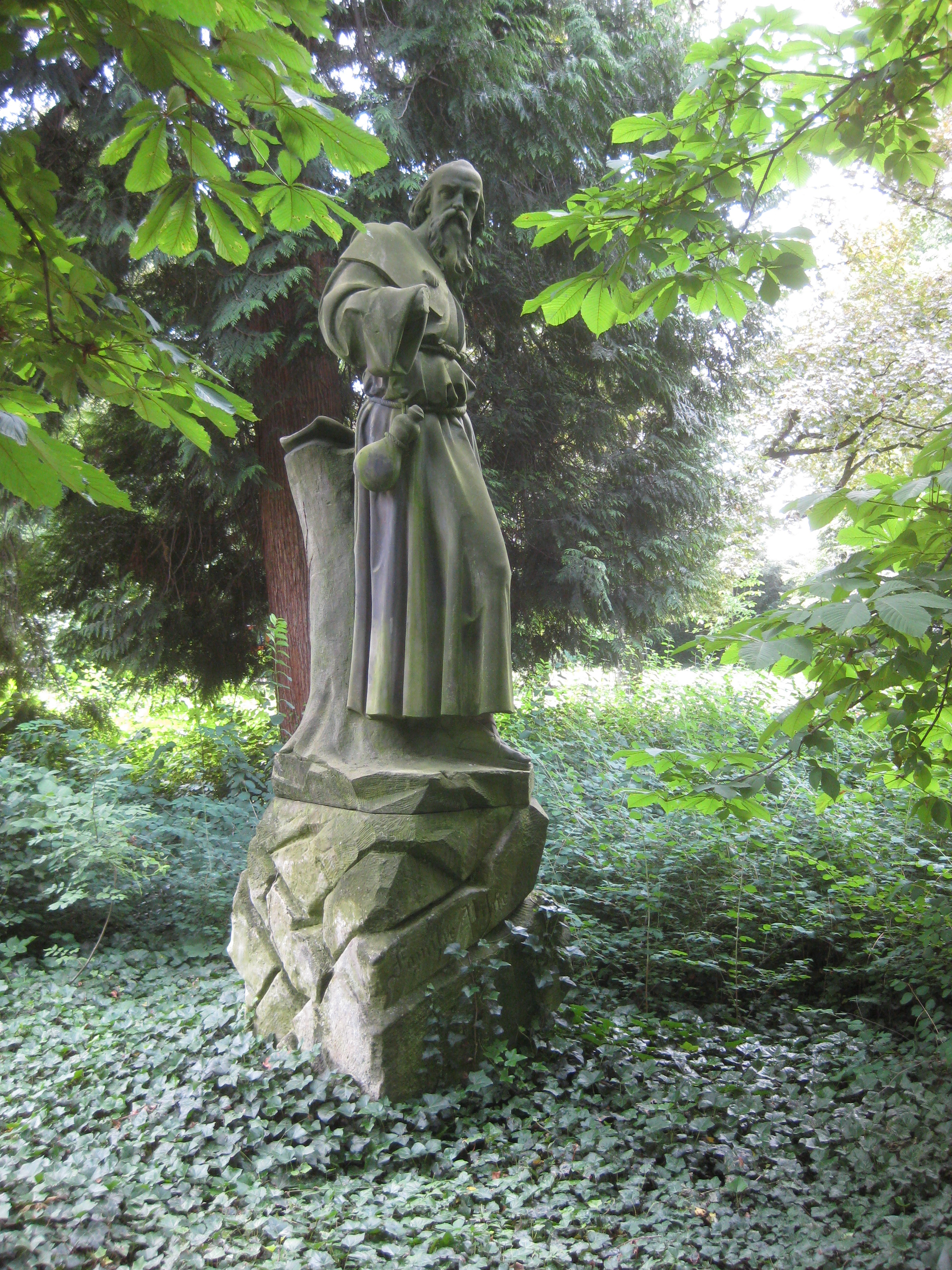
Ansicht von links
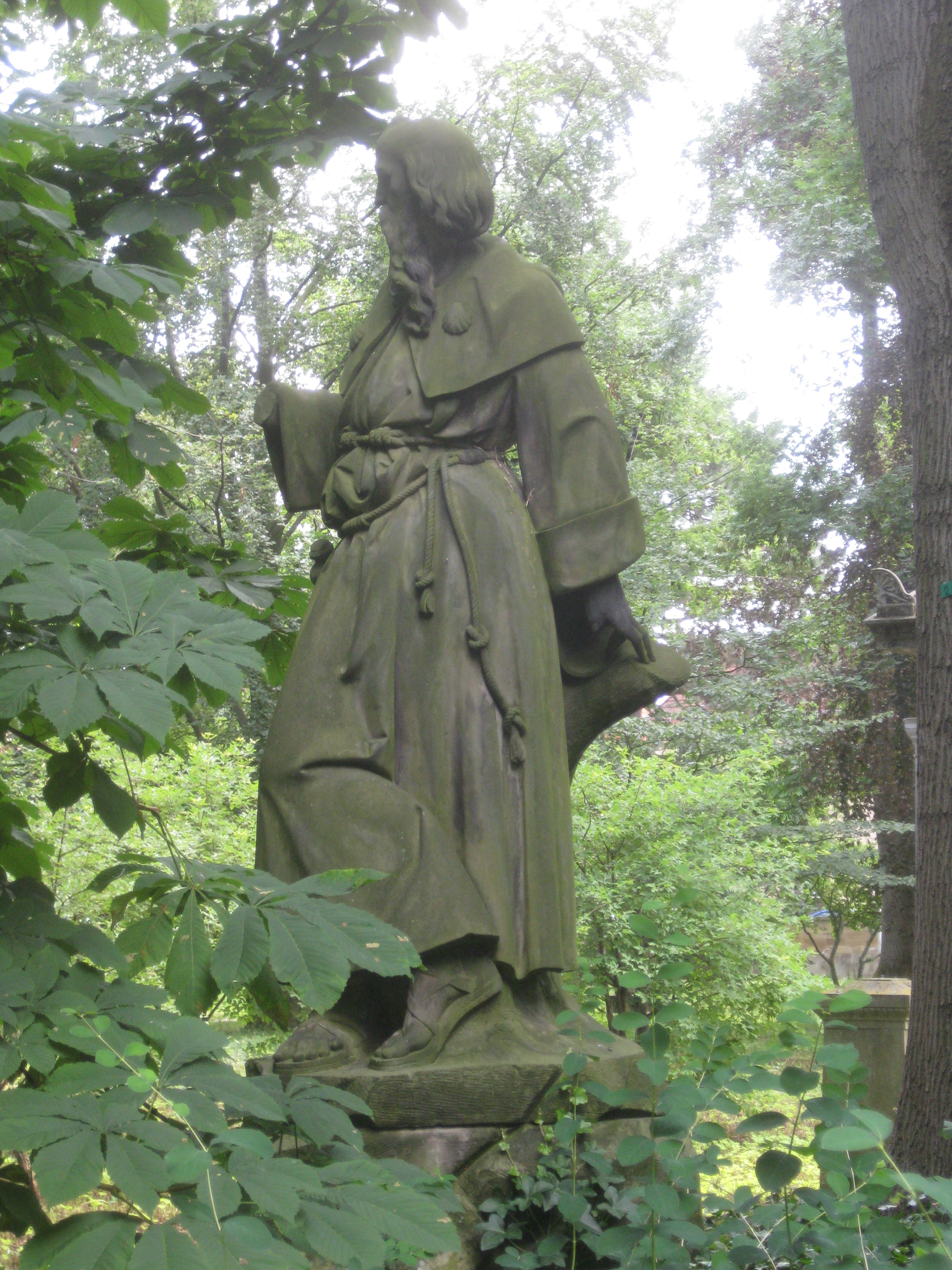
Ansicht von rechts
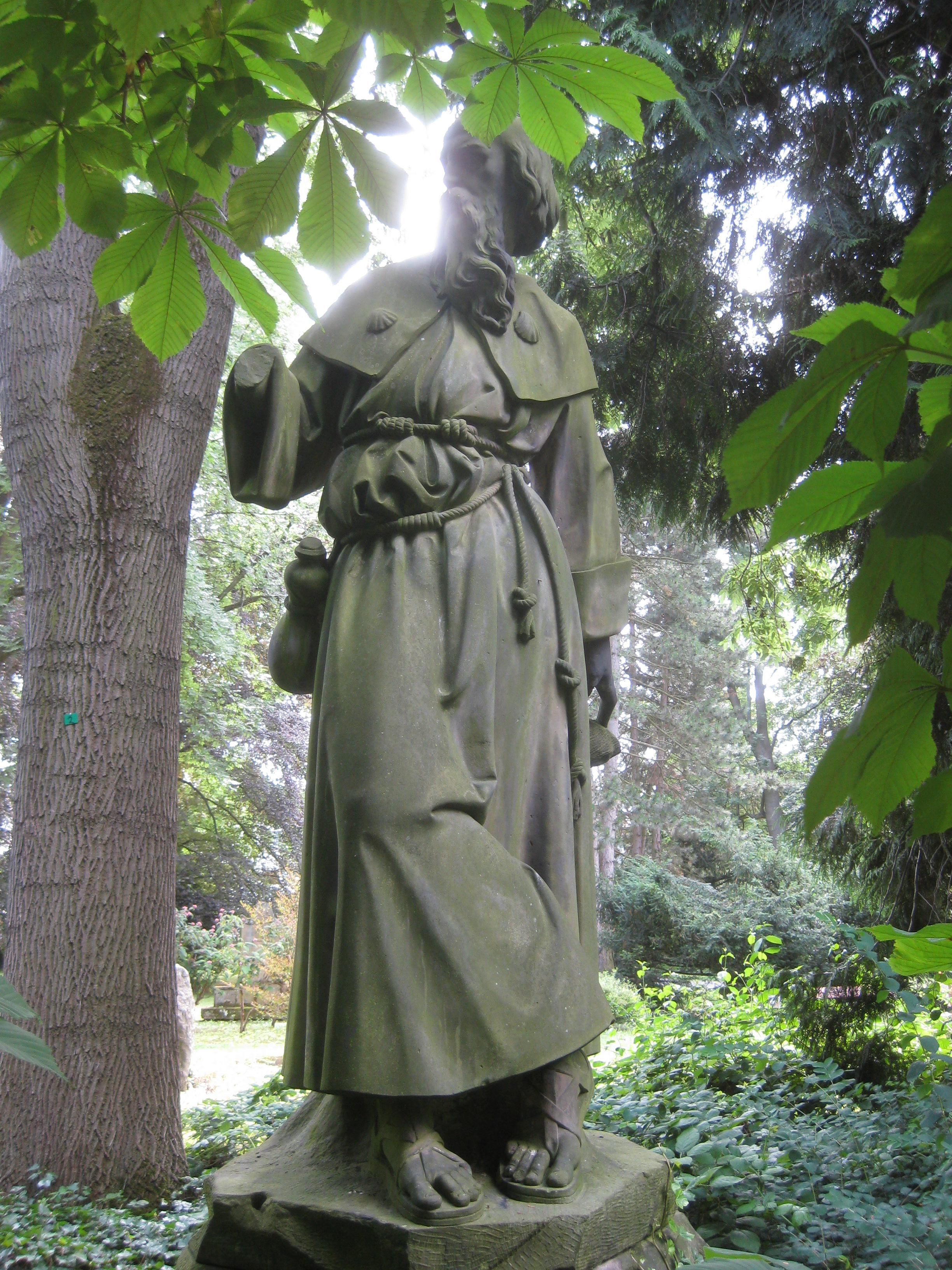
Ansicht von vorn
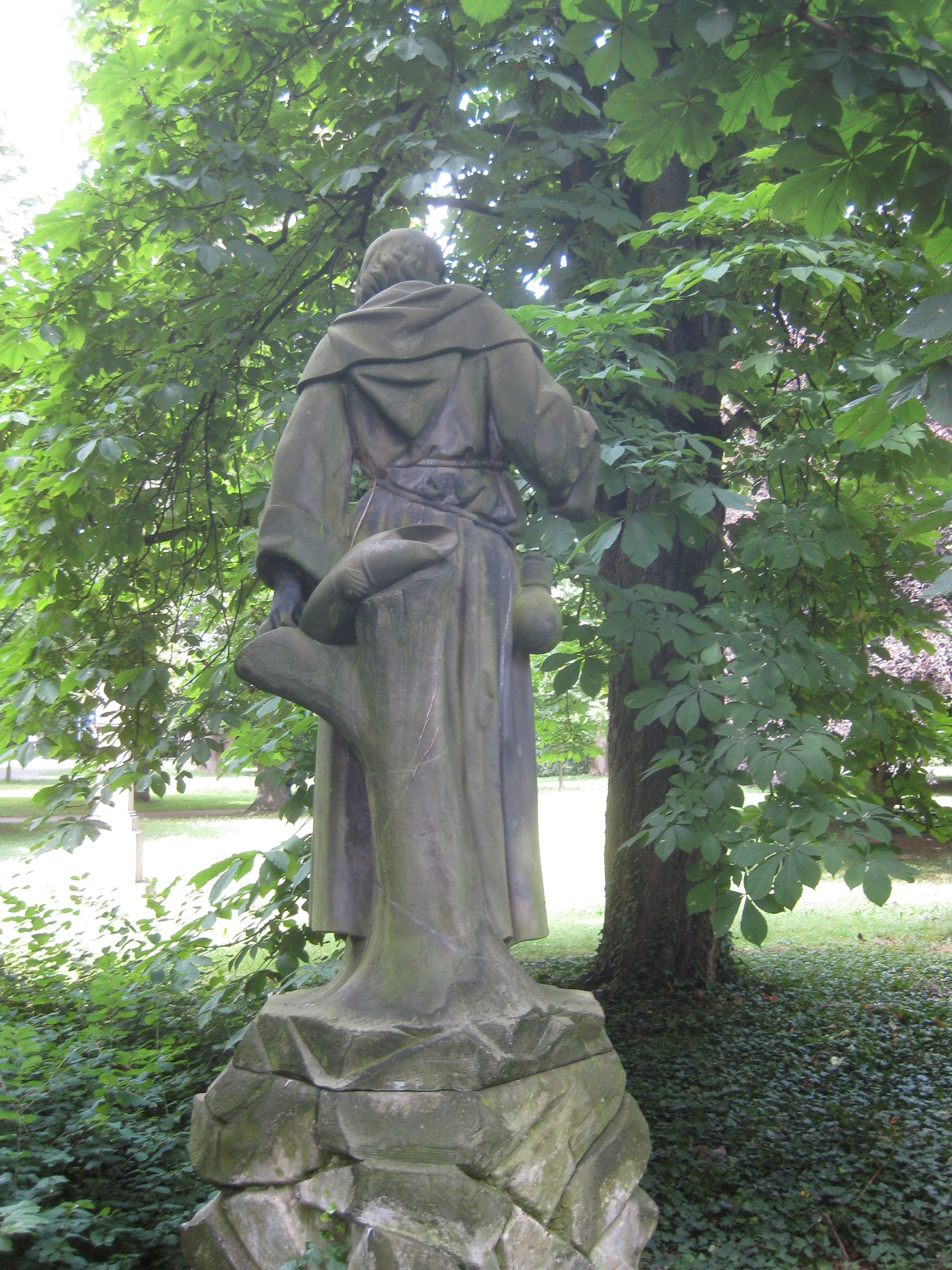
Ansicht von hinten

Literatur: AKL; Heitlinger 2007; NN 1865, S. 162.

#### Panther, einer Gazelle auf den Rücken springend (1848)

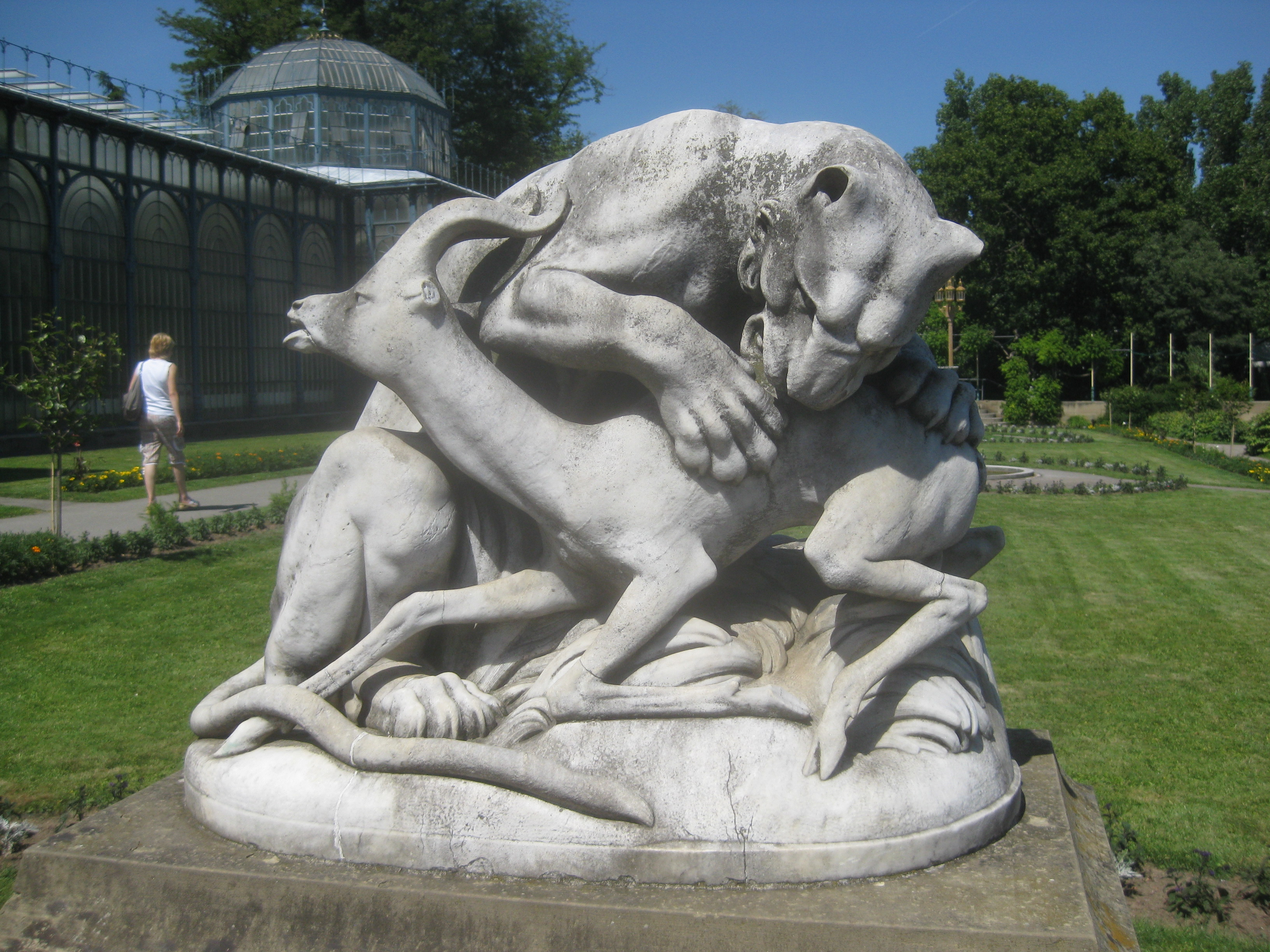

Skulptur aus Carrara-Marmor, Entstehungsjahr 1848, bezeichnet: „A. Güldenstein. Rom. 1848.“ Standort: Stuttgart, Wilhelma, rechts vor dem Maurischen Landhaus.
Dies war die erste von neun Tiergruppen, die Güldenstein für König Wilhelm anfertigen durfte.

#### Nymphenbrunnen (1851)
Modell von Güldenstein nach einem Entwurf von Christian Friedrich von Leins, dem Architekten der Villa Berg, Bronzeguss in den Hüttenwerken Wasseralfingen, Entstehungsjahr 1851. Standort: Stuttgart, Villa Berg, Ostfassade. Erhaltungszustand: gut, bei einem Hirschen ist das Geweih abgebrochen.
Der dreischalige Brunnen kragt zur Hälfte über die Ostterrasse der Villa Berg hinaus, so dass sein Wasser in das ebenerdige Becken vor dem Unterbau strömen konnte. Die untere Schale trägt einen kreuzförmigen Steinsockel mit vier Konsolkapitellen, auf denen die württembergischen Wappentiere thronen, zwei Löwen und zwei Hirsche, die Löwen in drohender Haltung und mit aufgerissenem Rachen und im Wechsel mit ihnen zwei röhrende Hirsche. Über der mittleren Schale scharen sich vier nackte Nymphen um den reich profilierten und mit Fischen, Muscheln und Wasserschnecken verzierten Brunnenstock. Sie sind gerade dem Bade entstiegen und binden ihr wallendes Haar wieder auf. Auf der oberen Schale steht in lässiger Haltung ein nackter Genius. Mit dem rechten Arm balanciert er eine Amphora auf dem Kopf und mit der anderen krault er einen flügelschwingenden Schwan, der mit aufgesperrtem Schnabel begierig seinen langen Hals zur Amphora hin windet, um einen Wasserstrahl daraus aufzufangen.

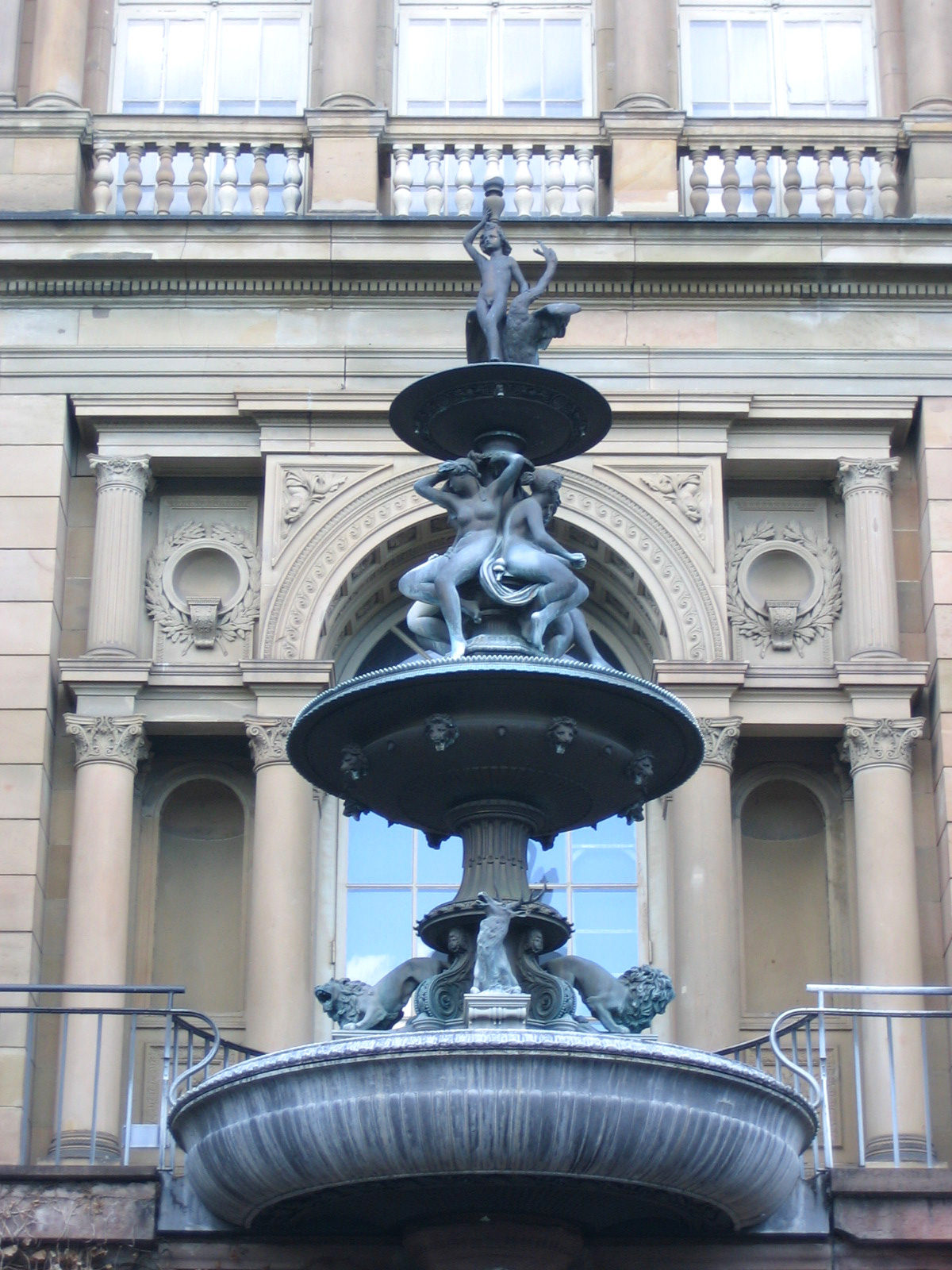
Ansicht von Osten
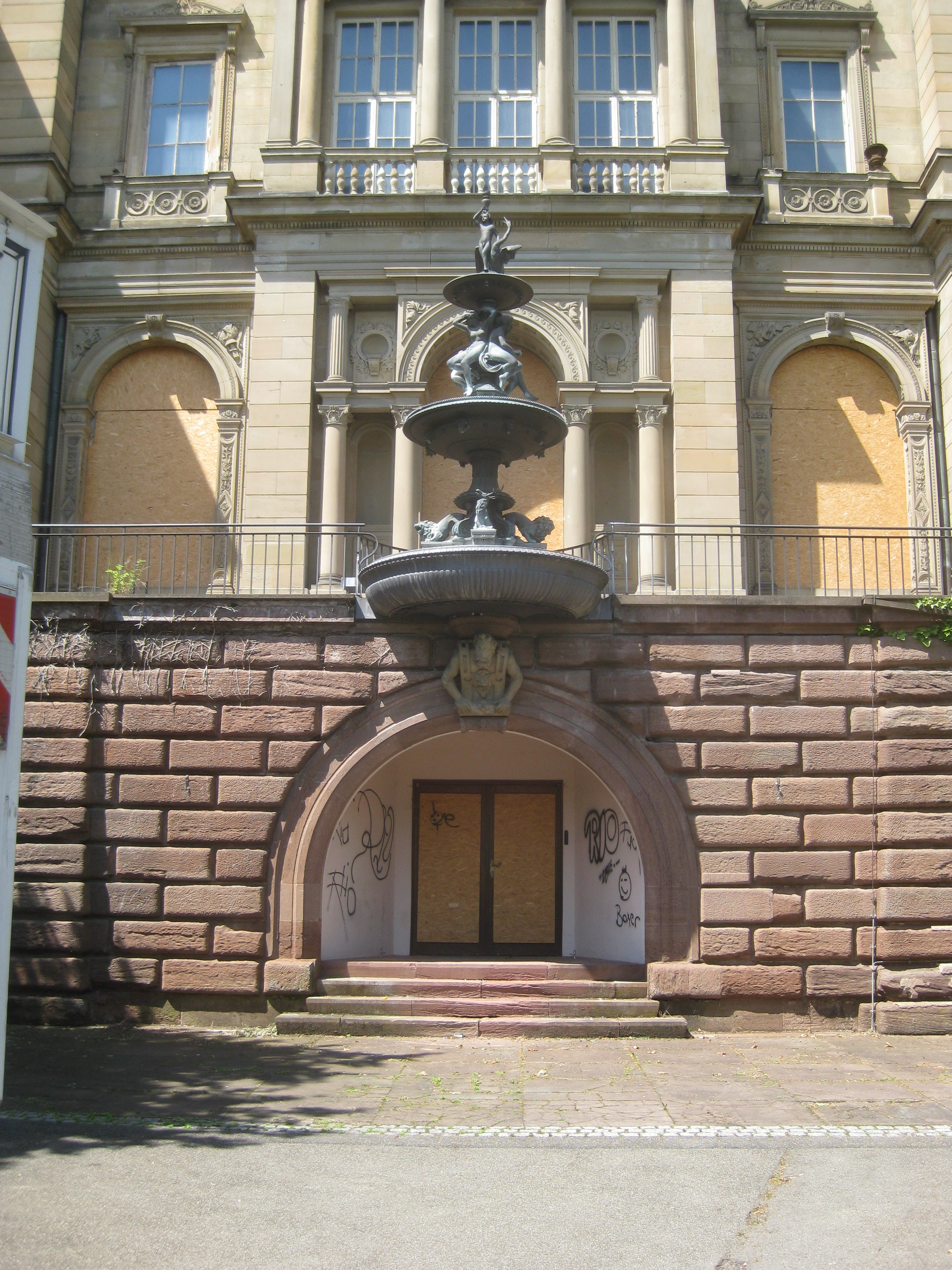
Ansicht von Osten
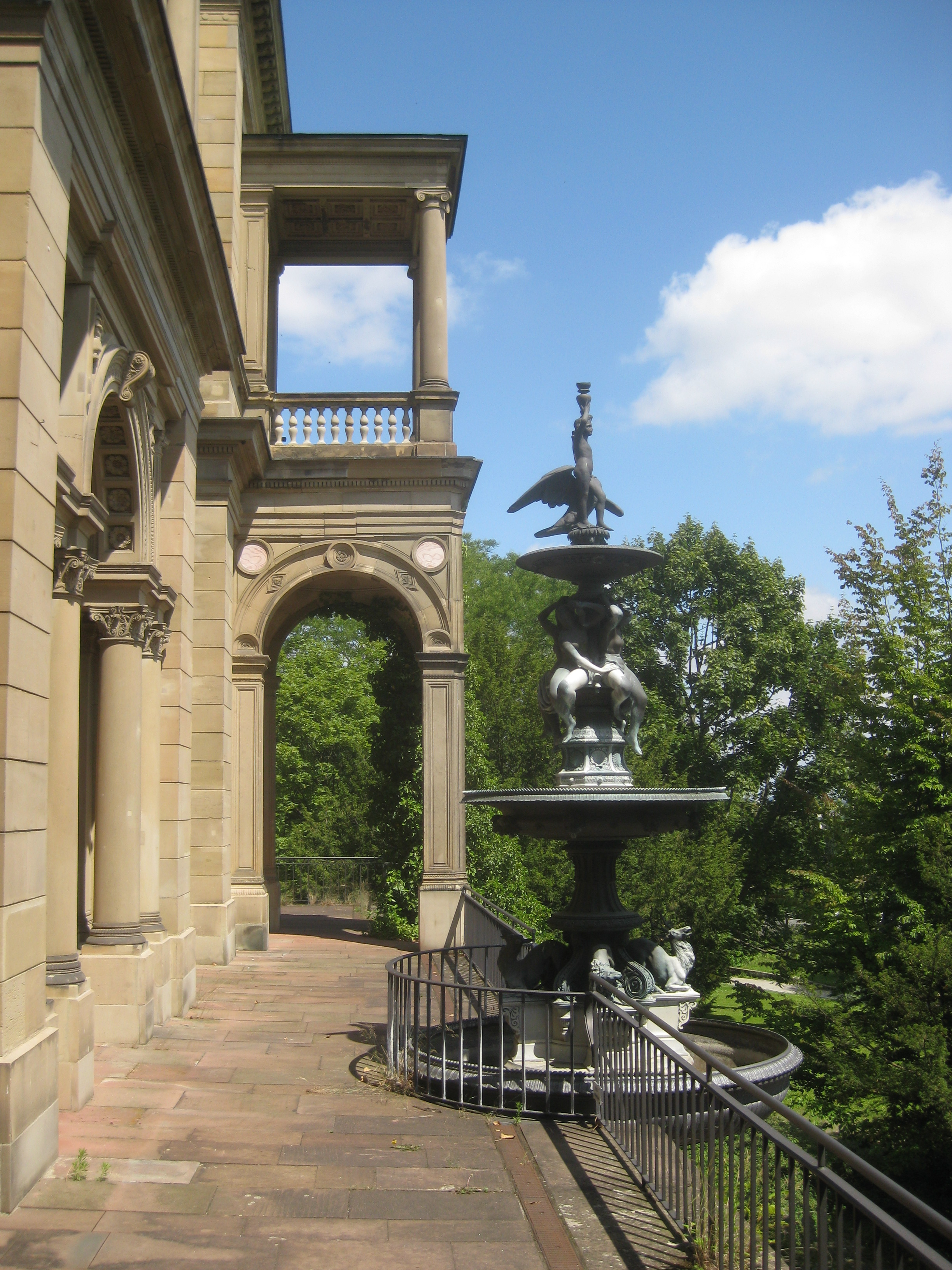
Ansicht von Süden
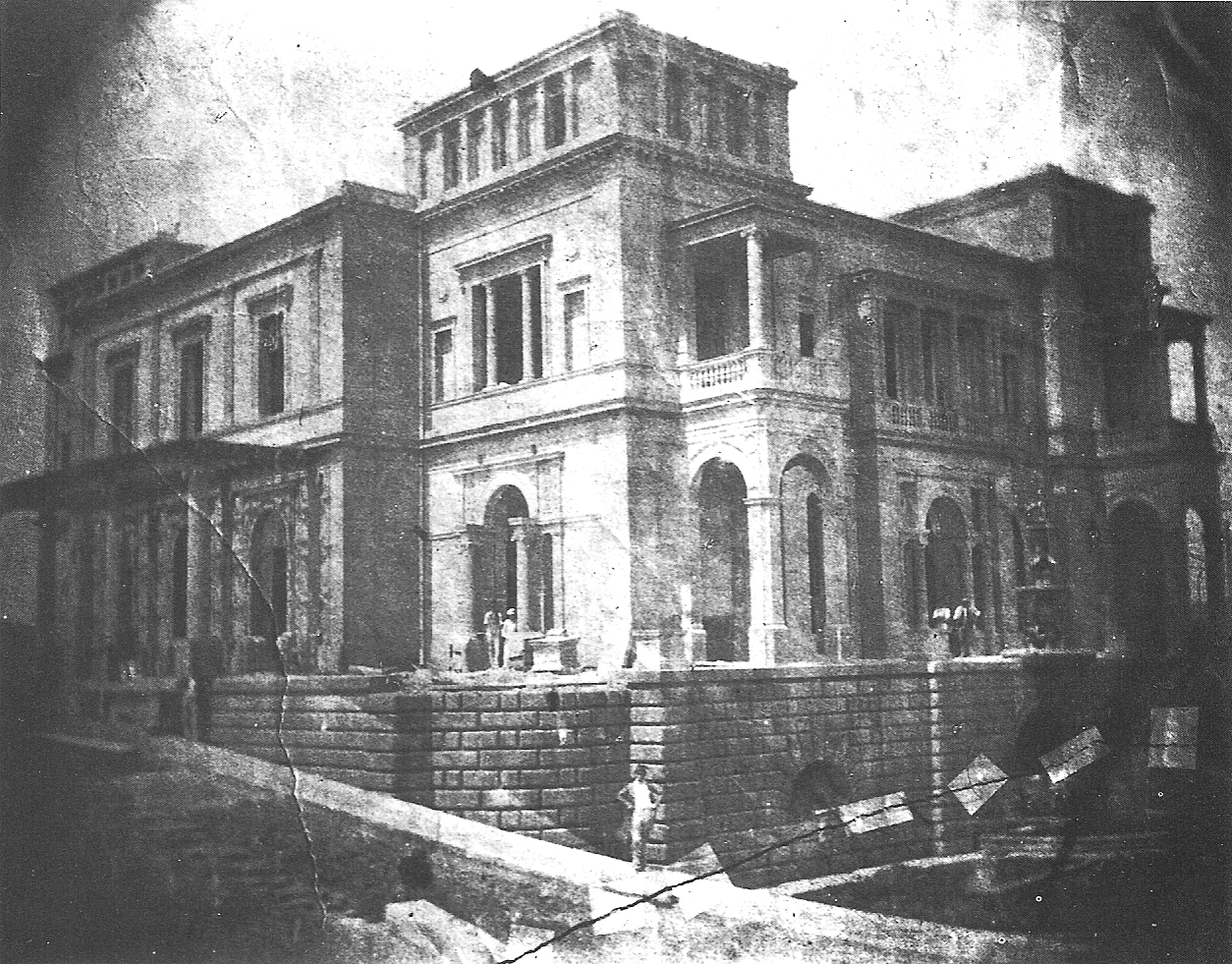
Ansicht von Südosten, um 1850
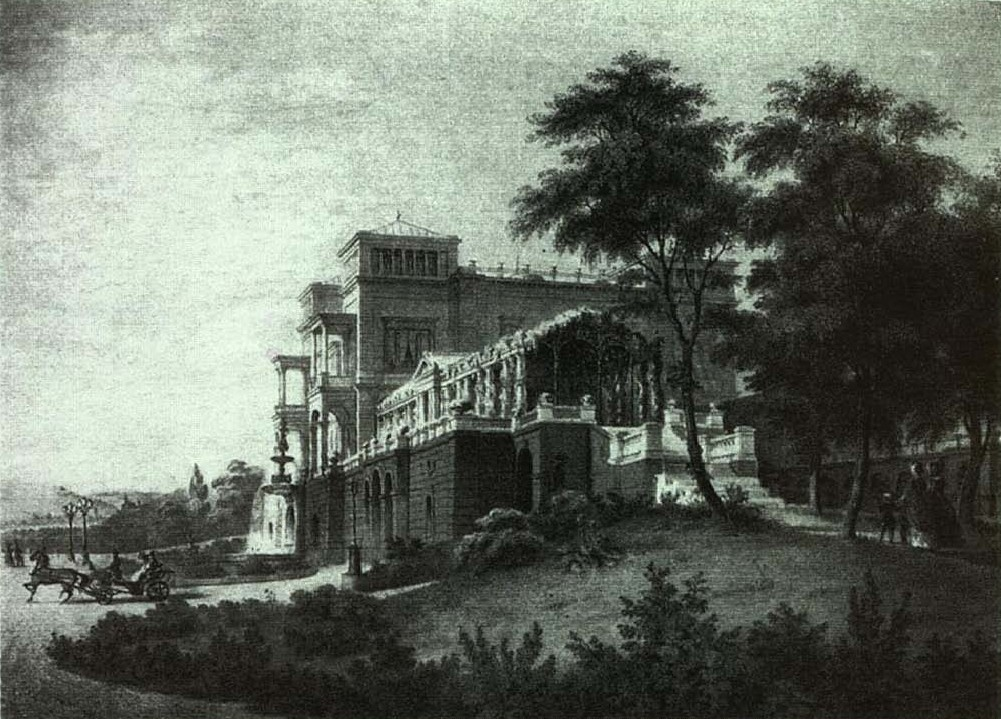
Ansicht von Norden, 1853
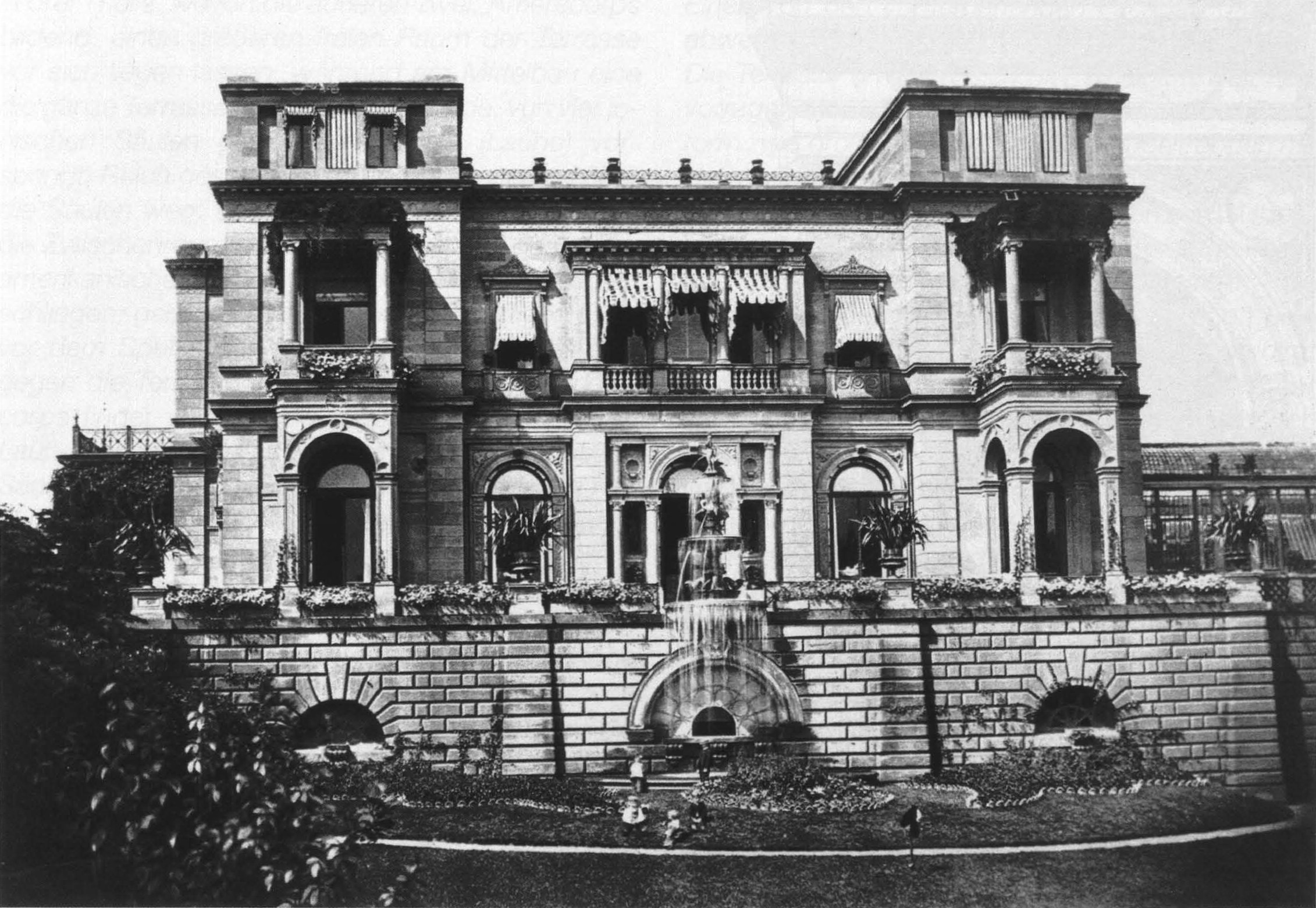
Ansicht von Osten, um 1870
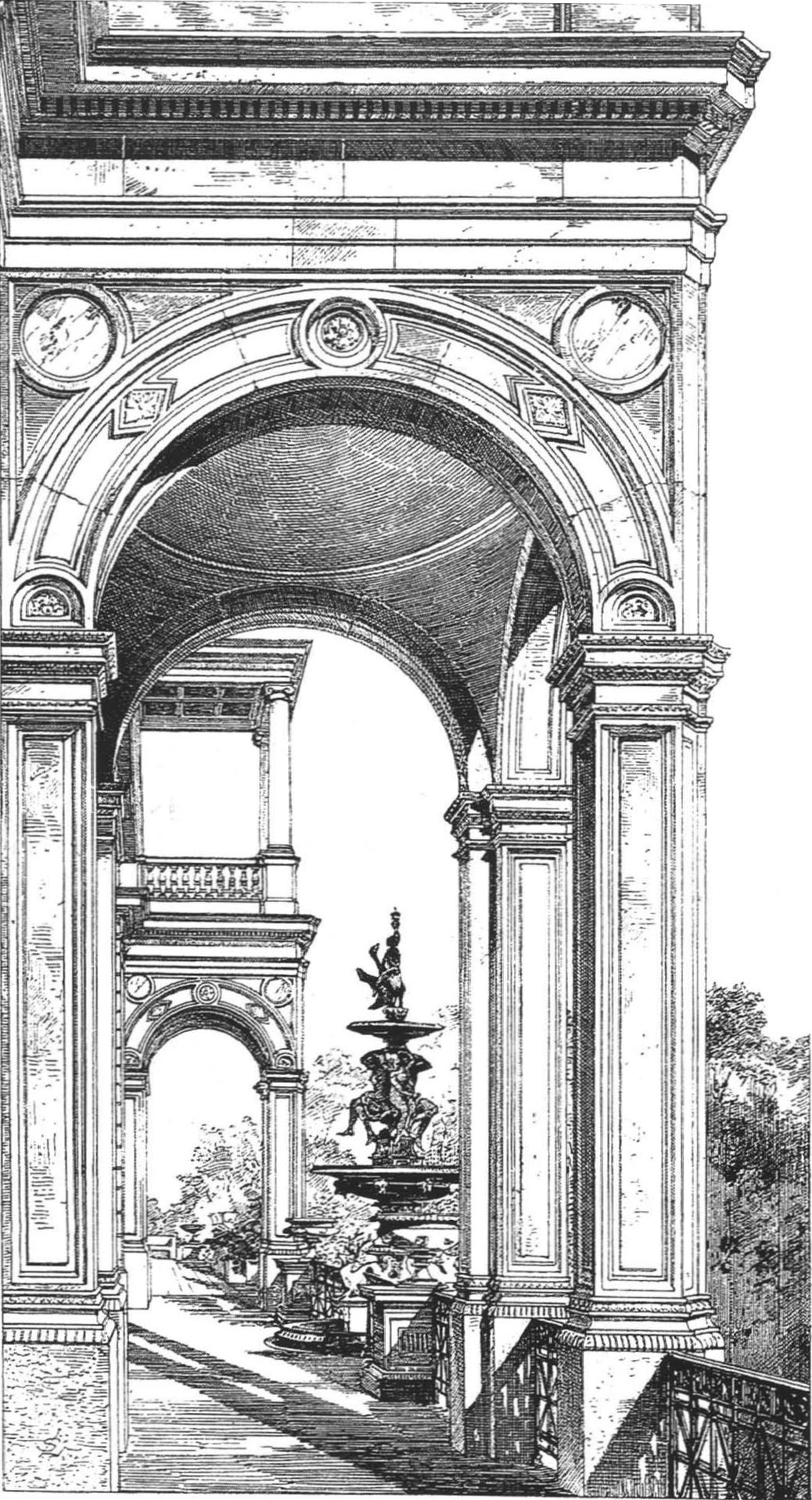
Ansicht von Süden, um 1880

Literatur: B 1007 Bü 1141; Bach 1900, S. 319; Büchele 1858, S. 297–298, 304; Dehio 1993, S. 760; Gohl 2007, S. 32–36, 172; Müller 1851; Petzold 1989; Wais 1954, S. 60; Wenger 2003, S. 33.

#### Drei Tiergruppen in Zinkguss (1851–1853)
|  | Ursprünglich bronzierte Zinkplastiken, Entstehungsjahr 1851–1853. Standort: Stuttgart, Wilhelma, zwischen Maurischem Landhaus und Belvedere: - Hirsch von drei Wölfen angefallen - Bärenhatze - Schweinehatze. |

#### Zwei Löwen mit Ball (1852)

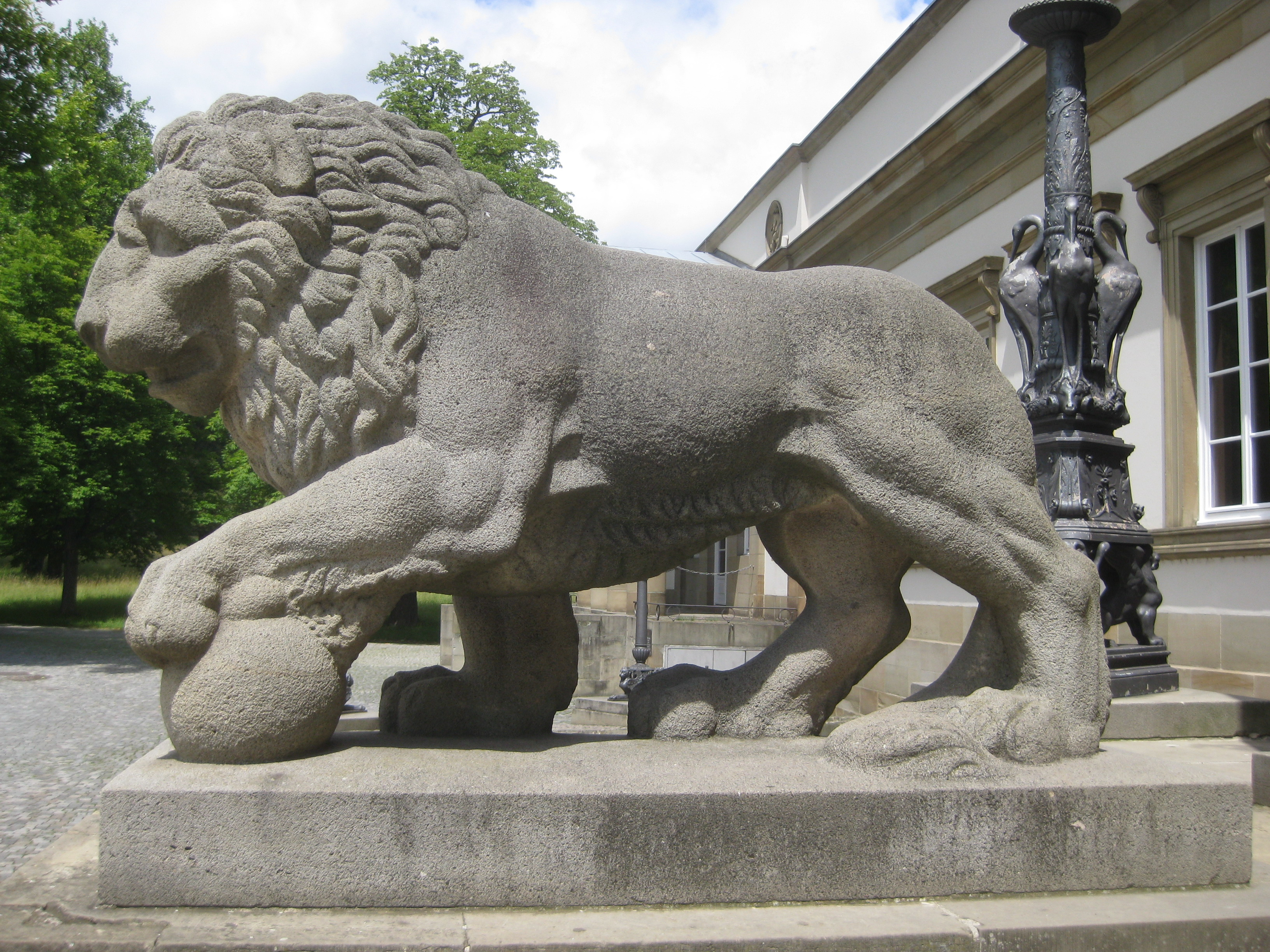
Sandsteinreplik

Bronzierter Zinkguss von Wilhelm Pelargus nach Modellen von Güldenstein, Entstehungsjahr 1852. Standort: Stuttgart, Schloss Rosenstein, Haupteingang. Nach dem Zweiten Weltkrieg verschollen, 1960 durch Nachbildungen in Stubensandstein von Hermann Brellochs ersetzt.
Literatur:
E 14 Bü 202, Nr. 5–6; Bach 1900, S. 319; Büchele 1858, S. 251; Dehio 1993, S. 26; Harling 1993, S. 10–11; Kress 1987, S. 104; Wais 1954, S. 41.

#### Kandelaber, Villa Berg (1853)
Vier Kandelaber nach einem Entwurf von Christian Friedrich von Leins oder Paul Wirth (1821–1870). Figuren- und Tiermodelle von Albert Güldenstein, Ornamente von dem Wasseralfinger Modelleur Jakob Offinger, brüniertes Gusseisen, Guss in den Hüttenwerken Wasseralfingen, auf einem zweifach abgetreppten, tonnenförmigen Sandsteinsockel, Höhe ohne Sockel ca. 390 cm, Entstehungsjahr 1853 (Guss). Standort: Stuttgart, Villa Berg, an den Enden der Auffahrt zur Südterrasse. Erhaltungszustand: gut, diverse Roststellen, Füße teilweise von Pflanzen überwuchert, ein Fuß teilweise mit roter Farbe besprüht.
Die Kandelaber ruhen auf einem reich ornamentierten, dreieckigen Fuß mit je einer Chimäre an den Ecken und allegorischen Knabenfiguren an den Seiten, die die Wissenschaft, den Krieg und den Ackerbau darstellen (Allegorien des Lehr-, Wehr- und Nährstandes). Die Chimären tragen den Kopf eines Panthers, dem ein langes spitzes Antilopenhorn aus dem Schädel wächst. Die Hörner von je zwei Chimären hält an der Spitze ein Ring zusammen, so dass sie einen Bogen über den Knabenfiguren bilden. Der Chimärenkopf geht über in eine geschwellte Brust, die schließlich in eine gewaltige Pranke mutiert.
Der runde Schaft ist anfangs mehrfach profiliert und durchgängig mit Pflanzenornamenten verziert. Der kannelierte Hauptteil geht in ein schmales, blatt- und rosettengeschmücktes Kapitell über, dessen volutenartige Konsölchen von Löwenköpfchen gekrönt werden. Über dem Kapitell erweitert sich der Schaft zu einem Teller, auf dem die drei Lampenträgerinnen thronen. Die knienden Nymphen strecken ihren nackten Oberkörper empor und halten mit ihren weit ausgreifenden Armen die Laternen mit den Milchglaskugeln in die Höhe.

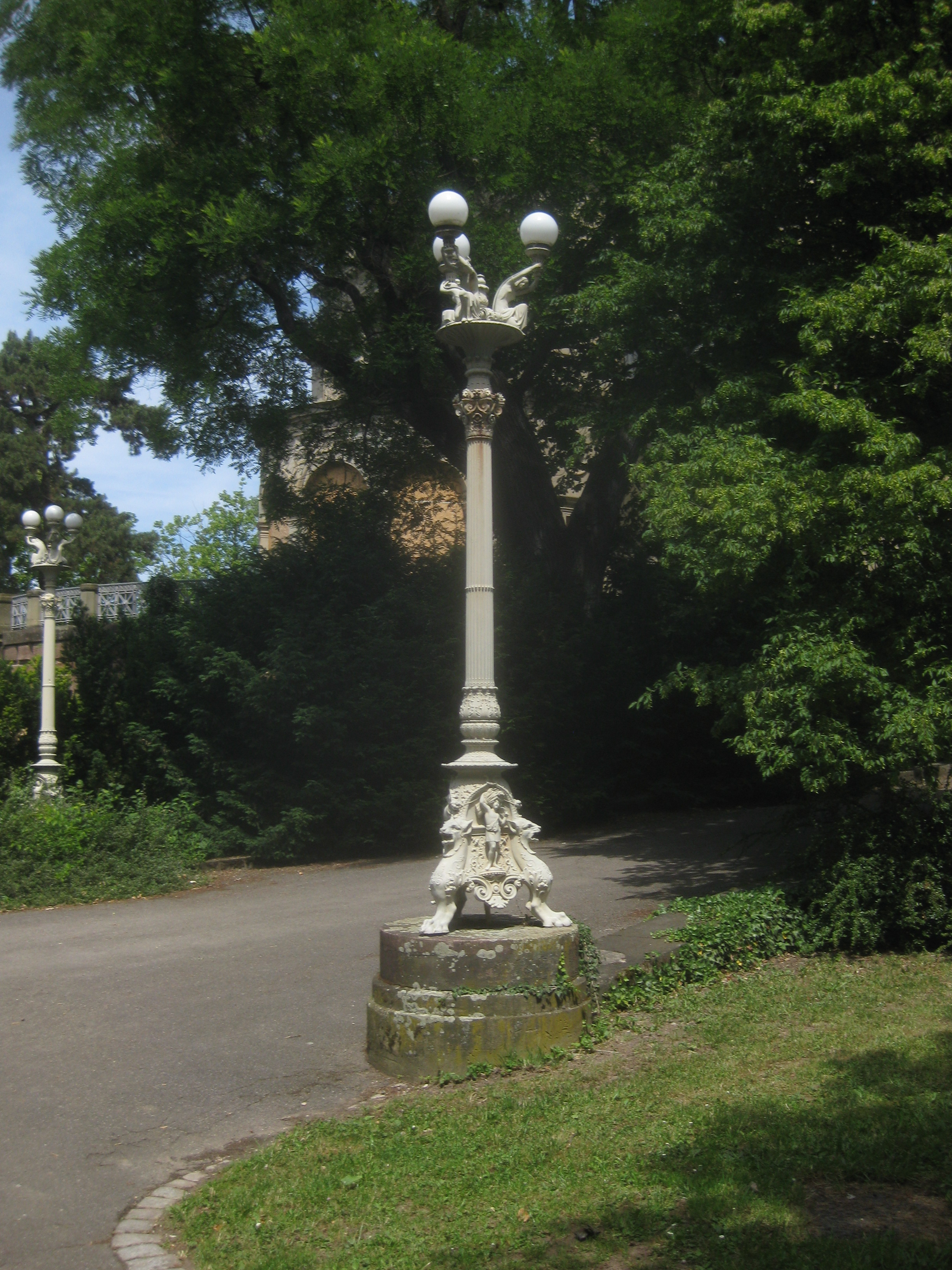
Kandelaber an der westlichen Auffahrt
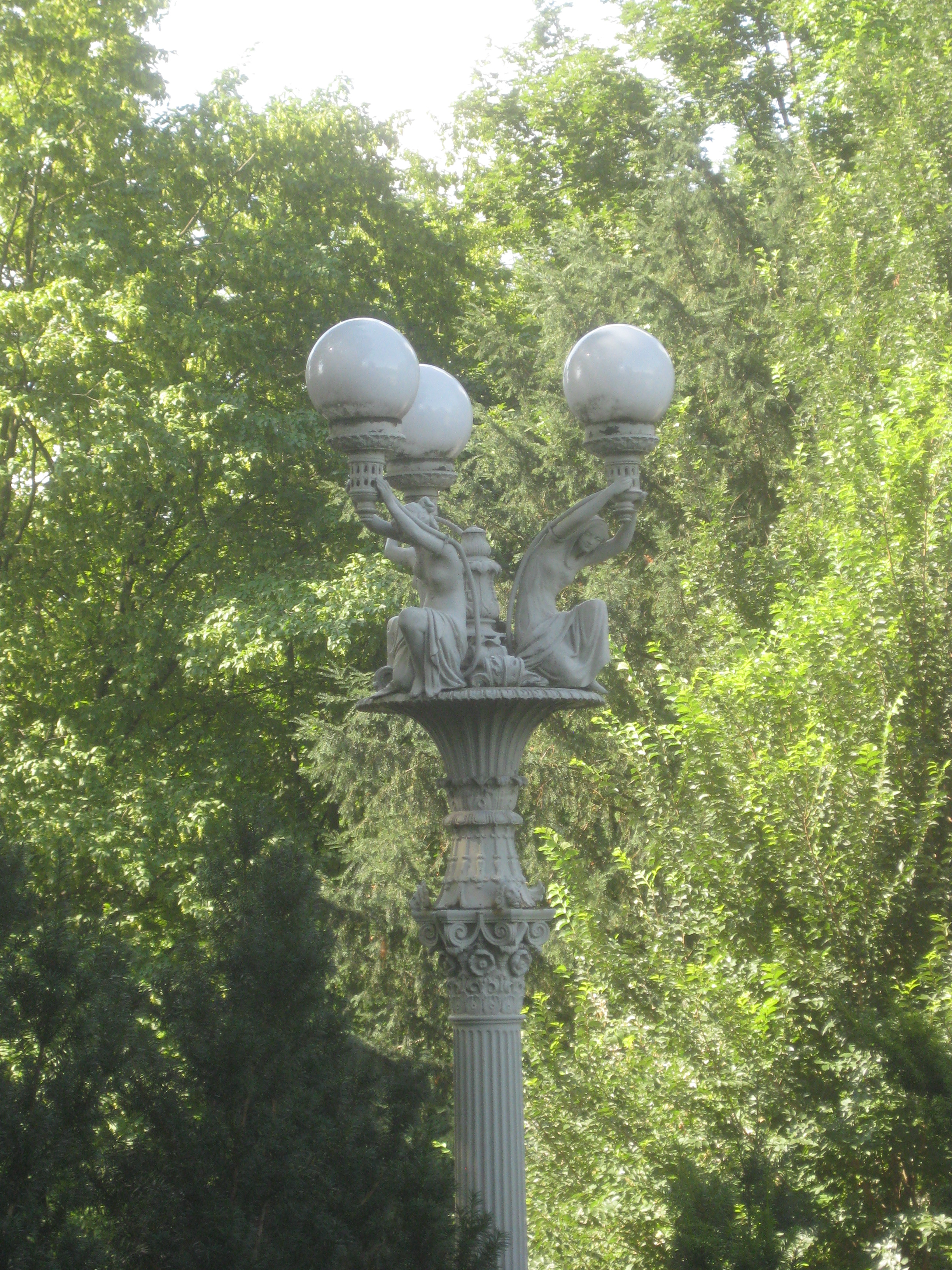
Obere Hälfte eines Kandelabers
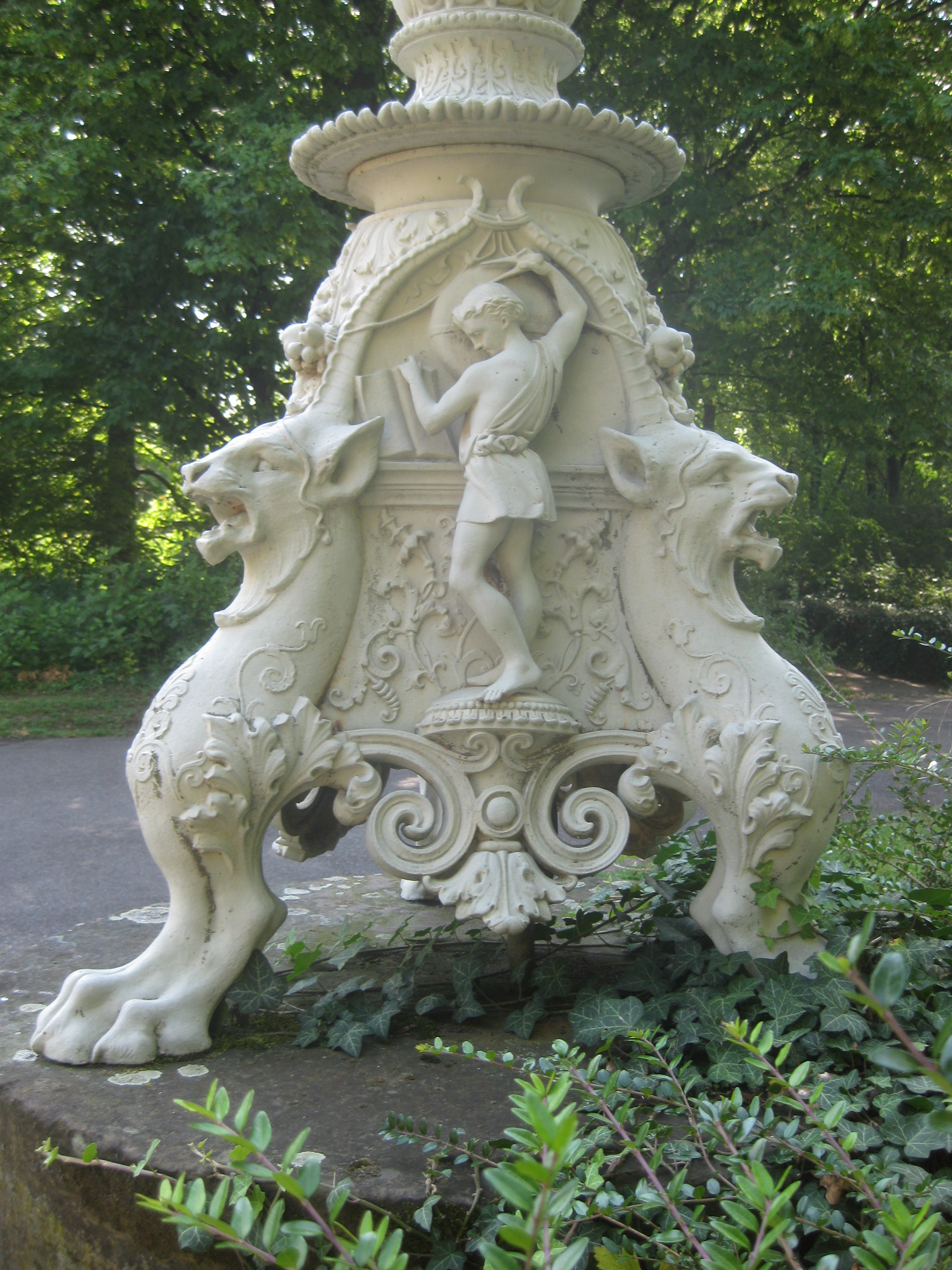
Kandelaberfuß mit Allegorie der Naturwissenschaften
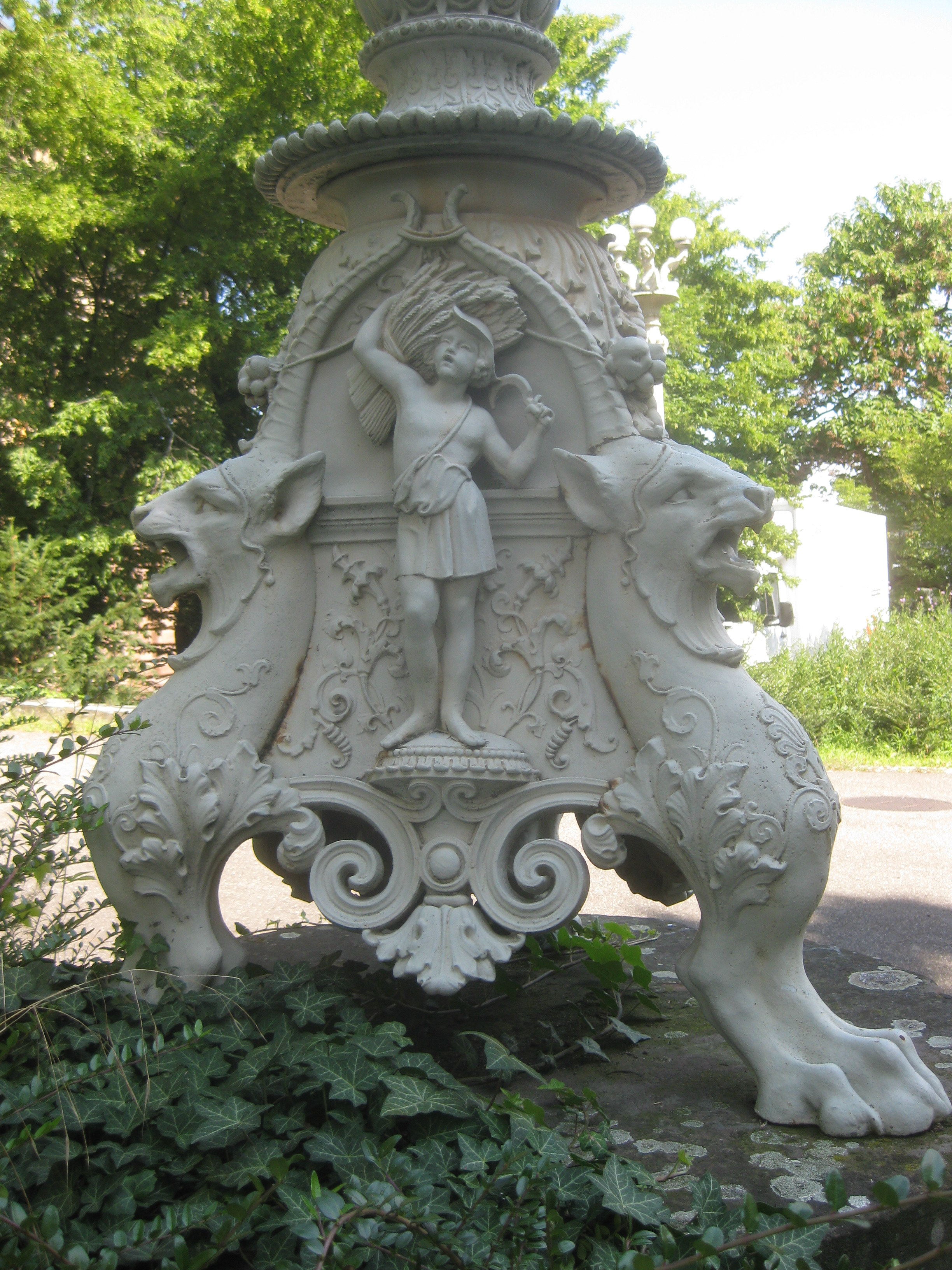
Kandelaberfuß mit Allegorie der Landwirtschaft
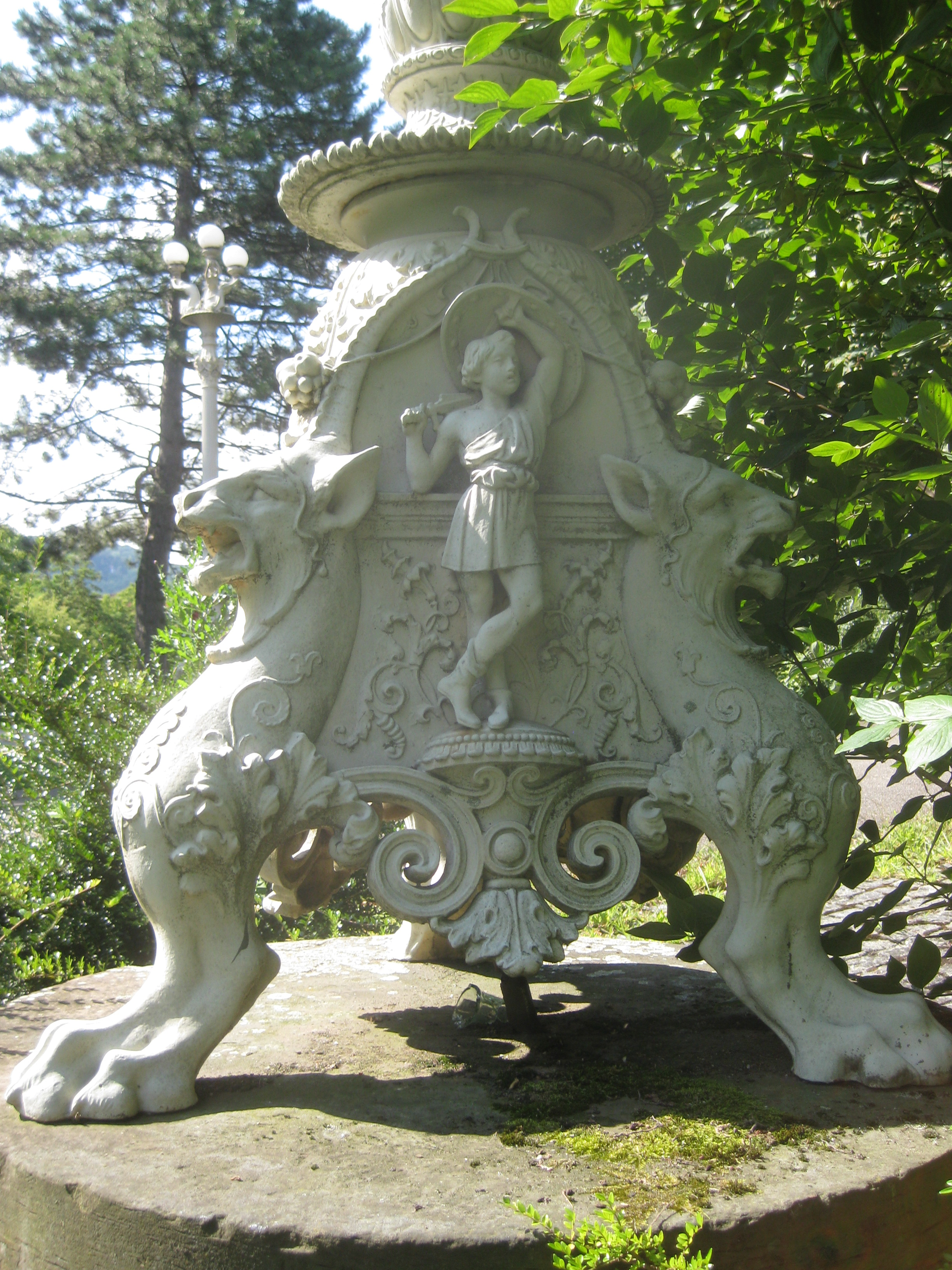
Kandelaberfuß mit Allegorie des Wehrstandes

Literatur: B 1007 Bü 1141; Büchele 1858, S. 298; Müller 1851, S. 283; NN 1854.1, S. 344; NN 1854.1, S. 26; Schümann 1973, S. 85 Abb. 55.

#### Kandelaber, Schloss Rosenstein (1853/1854)
Verschiedene Typen von Kandelabern mit chimärischen Tierfiguren und Ornamentschmuck nach griechisch-pompejanischen Mustern, Zinkguss von Wilhelm Pelargus nach Modellen von Güldenstein, Entstehungsjahr 1853/1854. Standort: Stuttgart, Schloss Rosenstein, beim Haupteingang.
- Hauptkandelaber: Zwei Kandelaber rechts und links vom Haupteingang, dreieckiger Fuß mit drei Chimären (geflügelte Löwen mit Widderhörnern), runder, reich ornamentierter Säulenschaft mit drei Reihern.
- Seitenkandelaber: Vier Kandelaber, je zwei an den beiden seitlichen Rampen zum Haupteingang, Fuß mit drei Chimären (Löwenherme mit Flügeln, Widderhörnern und Drachenkamm, in eine Löwenpranke auslaufend), runder, fast schmuckloser Säulenschaft.
- Jagdkandelaber: „mit Nachteulen, Geflügel, Rehen, an den Geweihen zusammengefügt“, verschollen.[43]

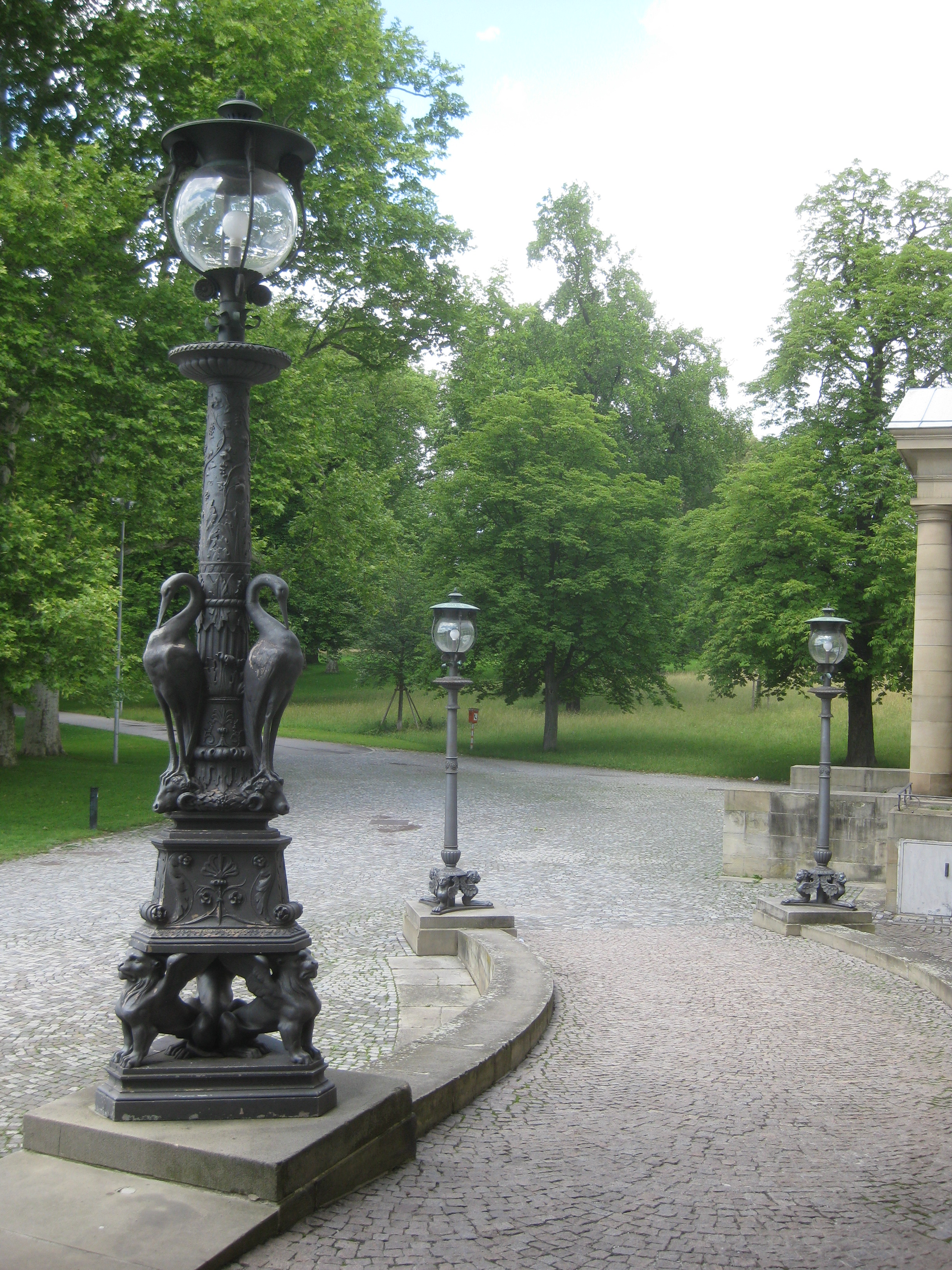
Vorne ein Hauptkandelaber, hinten zwei Seitenkandelaber
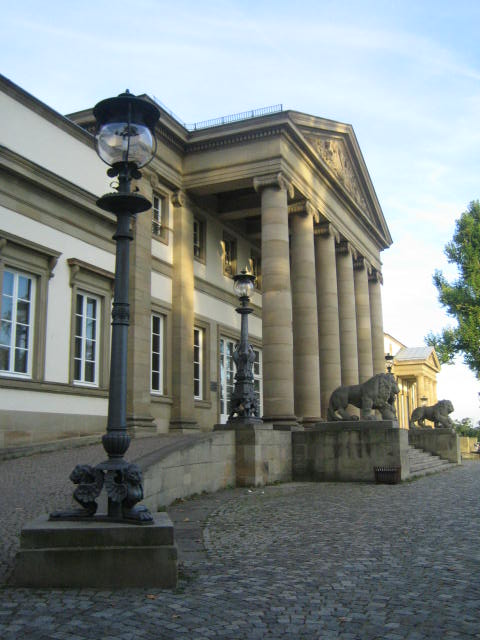
Kandelaber und Sandstein-Löwen
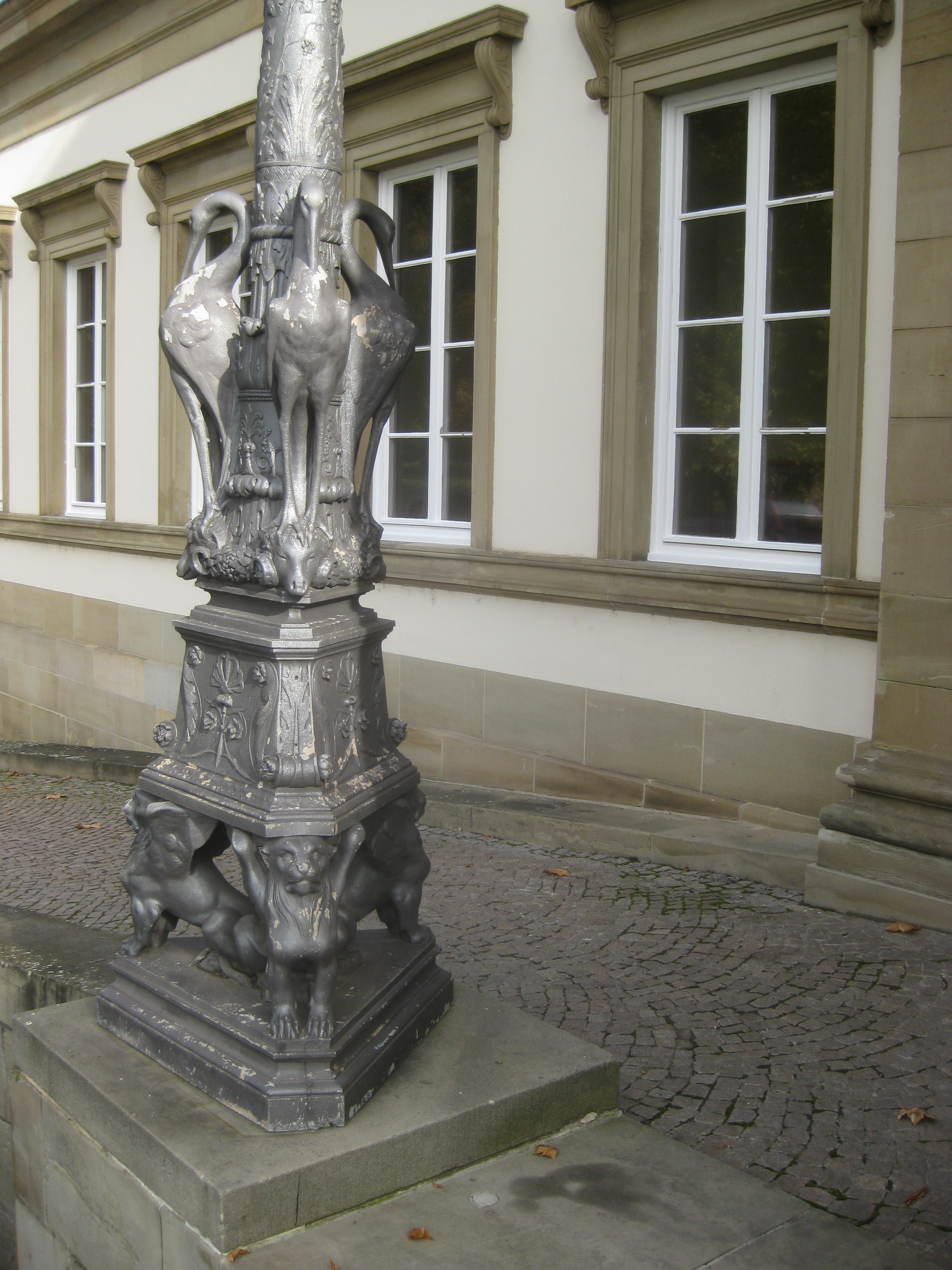
Hauptkandelaber, Sockel und Teil des Schaftes
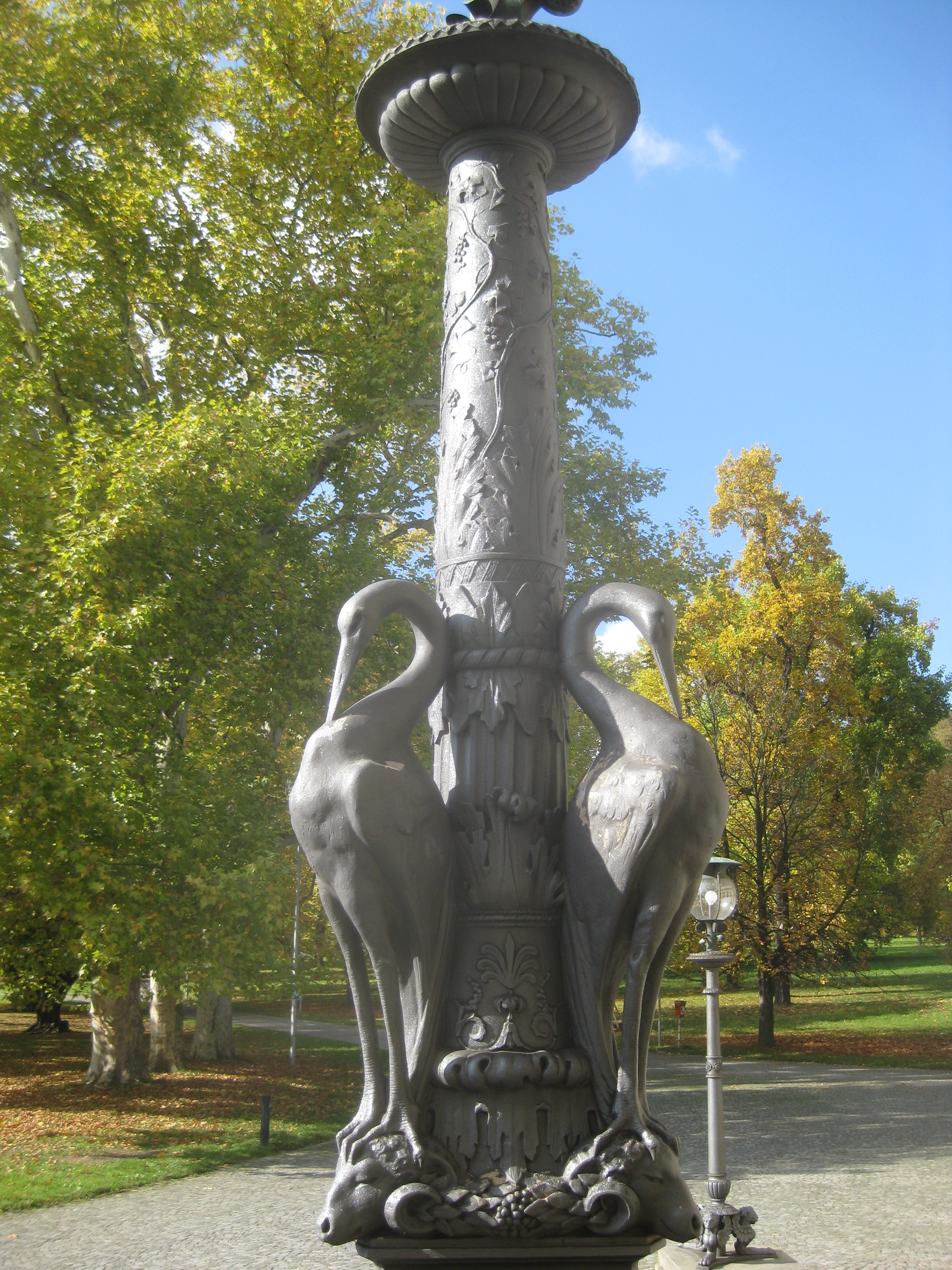
Schaft eines Hauptkandelabers
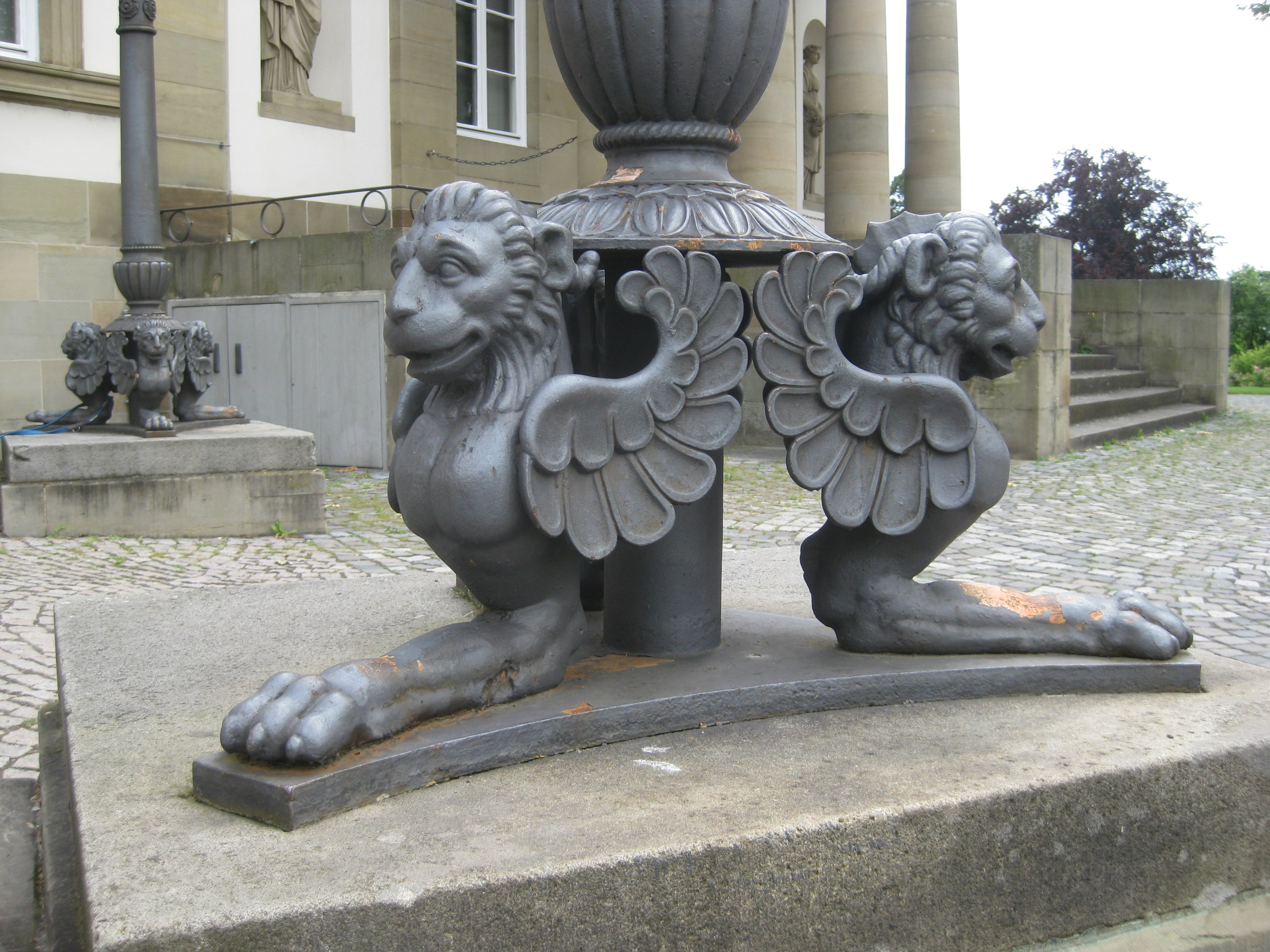
Sockel eines Seitenkandelabers

Literatur:
E 14 Bü 192, Nr. 120, 121, 124; E 14 Bü 194, 10. Oktober 1854; E 14 Bü 202, 1853 & 1854, Nr. 47; E 21 Bü 260, Nr. 55–59; E 21 Bü 263, Nr. 69–74, 78–83, 86; Büchele 1858, S. 251; Harling 1993; Wais 1954, S. 41.

#### Fünf Tiergruppen in Marmor (1856/1857)
|  | Skulpturen in Carrara-Marmor: - Löwe, der sein Junges verteidigt (verschollen) - Zwei Gazellen - Hyäne mit einem geraubten Lamm - Tiger mit einer Schlange kämpfend - Löwe mit seitwärts gebogenem Kopfe vorwärtsschreitend. Näheres siehe: Tierskulpturen (Wilhelma). |

### Übrige Werke

#### Sündflut (1843)
Flachrelief, eine Szene aus der Sündflut darstellend, Entstehungsjahr 1843. Standort: verschollen.
Güldenstein modellierte sein Erstlingswerk 1843 an der Kunstschule in Stuttgart unter Theodor von Wagner. Die Direktion der Kunstschule urteilte, „daß er durch ein […] in der Kunstschule gefertigtes Basrelief ein vorzügliches Talent für die Plastik gezeigt […] habe.“ Hauptsächlich auf Grund dieser Arbeit wurde Güldenstein ein Stipendium für eine Berlinreise über 400 Gulden gewährt.
Literatur: E 14 Bü 1501, Nr. 19; Wininger 1927.

#### Engelsgestalt mit Friedenspalme (ab 1846)
Schwebende Engelsgestalt mit Friedenspalme für das Grab des Stuttgarter Oberbürgermeisters Willibald Ehregott Feuerlein (1781–1850) und seiner Frau Auguste Henriette geb. Schott (1792–1846), Bronze, Entstehungsjahr ab 1846. Standort: Stuttgart, Hoppenlaufriedhof. Das Grabmal ist noch vorhanden, Güldensteins Skulptur ist verschollen.
Literatur: Pfeiffer 1912.

#### Frauenfigur mit Kreuz (ab 1848)
Kleine Frauenfigur mit Kreuz für das Grab des Heilbronner städtischen Musikdirektors C. K. Kunze (1765–1848), Entstehungsjahr ab 1843. Standort: ursprünglich: Heilbronn, Alter Friedhof, 1947 abgeräumt.
Literatur: Renz 1995.

#### Christian Friedrich Leins (ab 1849)
Gipsmedaillon, Entstehungsjahr ab 1849. Standort: Verbleib unbekannt.
Literatur: Wintterlin 1895.

#### Todt des Philippo Lippi (1851)
Karikatur, Bleistift und Feder, Entstehungsjahr 1851, signiert: „Güldenstein 1851 Sept.“, bezeichnet: „Fragment aus der Zeit der Medicäer / Todt des Philippo Lippi nach dem Thema: denn er pinselt etc.“. Standort: Stuttgart, Stadtarchiv, 9910-53, Album „Glück auf!“ der Künstlergesellschaft „Das Bergwerk“, S. 7.
Am 19. September 1851 fand im Stuttgarter Hoftheater die Erstaufführung des Schauspiels „Filippo Lippi“ von Heinrich Rustige statt, der wie Güldenstein Mitglied im „Bergwerk“ war. Die Karikatur zeigt die Schlussszene des Dramas, in der Filippo Lippi, der Löwe,  an einem vergifteten Weintrunk stirbt. Vermutlich spielte der Schauspieler, Hoftheaterintendant und Dichter Feodor Löwe, ebenfalls Bergwerksmitglied, die Rolle des Lippi. Der Mann bei Lippi stellt wahrscheinlich Fra Diamante dar, Lippis Schüler und Erben.
Literatur: Hengstenberg 2003; Rustige 1851.

#### Zwei kämpfende Löwen (1851–1853)
Bleistiftzeichnung, Entstehungsjahr zwischen 1851 und 1853, signiert: „Güldenstein“, bezeichnet: „Macbeth. / letzte Szene.“. Standort: Stuttgart, Stadtarchiv, 9910-53, Album „Glück auf!“ der Künstlergesellschaft „Das Bergwerk“, S. 18.

#### Zwei liegende Hirsche (1851/1852)
Bronzierter Zinkguss von Wilhelm Pelargus nach Modellen von Güldenstein, Entstehungsjahr 1851/1852. Standort: Stuttgart, Schloss Rosenstein, Rückseite (Nordostfassade), nach dem Zweiten Weltkrieg verschollen.
Literatur:
E 14 Bü 192, Nr. 118, 121; E 14 Bü 202, 1851 & 1852, Nr. 22; E 21 Bü 263, Nr. 62–74; Büchele 1858, S. 251; Kress 1987, S. 104.

#### „Winter“ und „Frühling“ (1854)
Zwei allegorische Figürchen, die auf der Ersten Allgemeinen Deutschen Industrieausstellung in München 1854 ausgestellt waren. Entstehungsjahr 1854. Standort: Verbleib unbekannt.
- Winter: Bauernknabe mit Pelzmütze, Lederhosen und Schneeball
- Frühling: Bauernmädchen mit Blumen.[44]

Literatur: Hermann 1855, S. 12; L. 1857.

#### Widderschale (1854)
Zinkguss von Wilhelm Pelargus nach einem Modell von Güldenstein, große, von Tierfiguren mit Widderköpfen getragene Schale nach einem antiken Gefäß in der Münchner Glyptothek, Entstehungsjahr 1854. Standort: ursprünglich: Stuttgart, Schloss Rosenstein, in einem Bassin in einem der beiden Höfe, seit dem Zweiten Weltkrieg verschollen.
Literatur: AKL; E 21 Bü 263, Nr. 77; Büchele 1858, S. 251.

#### Triumphfontaine des Kaiser Napoleon III. (1857)
Im September 1857 hatte König Wilhelm in Stuttgart den russischen Zaren Alexander II. und den französischen Kaiser Napoleon III. zu Gast. Die heute verschollene Triumphfontaine, über die sonst nichts bekannt ist, dürfte aus diesem Anlass geschaffen worden sein. Entstehungsjahr 1857. Standort: verschollen.
Literatur: AKL; Gohl 2007, S. 16; Müller-Klunzinger.

#### Zwei sitzende Hunde (vor 1858)
Zinkguss von Wilhelm Pelargus nach Modellen von Güldenstein, schwarz übermalt, Abbilder der Lieblingshunde von Kronprinz Karl, lebensgroß, Entstehungsjahr vor 1858. Standort: ursprünglich Stuttgart, Villa Berg, am Fuß der beiden Treppen zur westlichen Terrasse, seit dem Zweiten Weltkrieg verschollen.
Abbildung: Westlicher Treppenaufgang der Villa Berg mit den sitzenden Hunden, um 1930.
Literatur: AKL; Büchele 1858, S. 301; Gohl 2007, S. 37, Abbildungen: S. 41–42, 124; Kress 1987, S. 105.

#### Vier Reliefs (vor 1858)
Vier Reliefs mit antiken mythologischen Szenen, Entstehungsjahr vor 1858. Standort: ursprünglich Stuttgart, Villa Berg, im Zweiten Weltkrieg zerstört.
Literatur: AKL; Büchele 1858, S. 303.

#### Heilbronnia (1860)

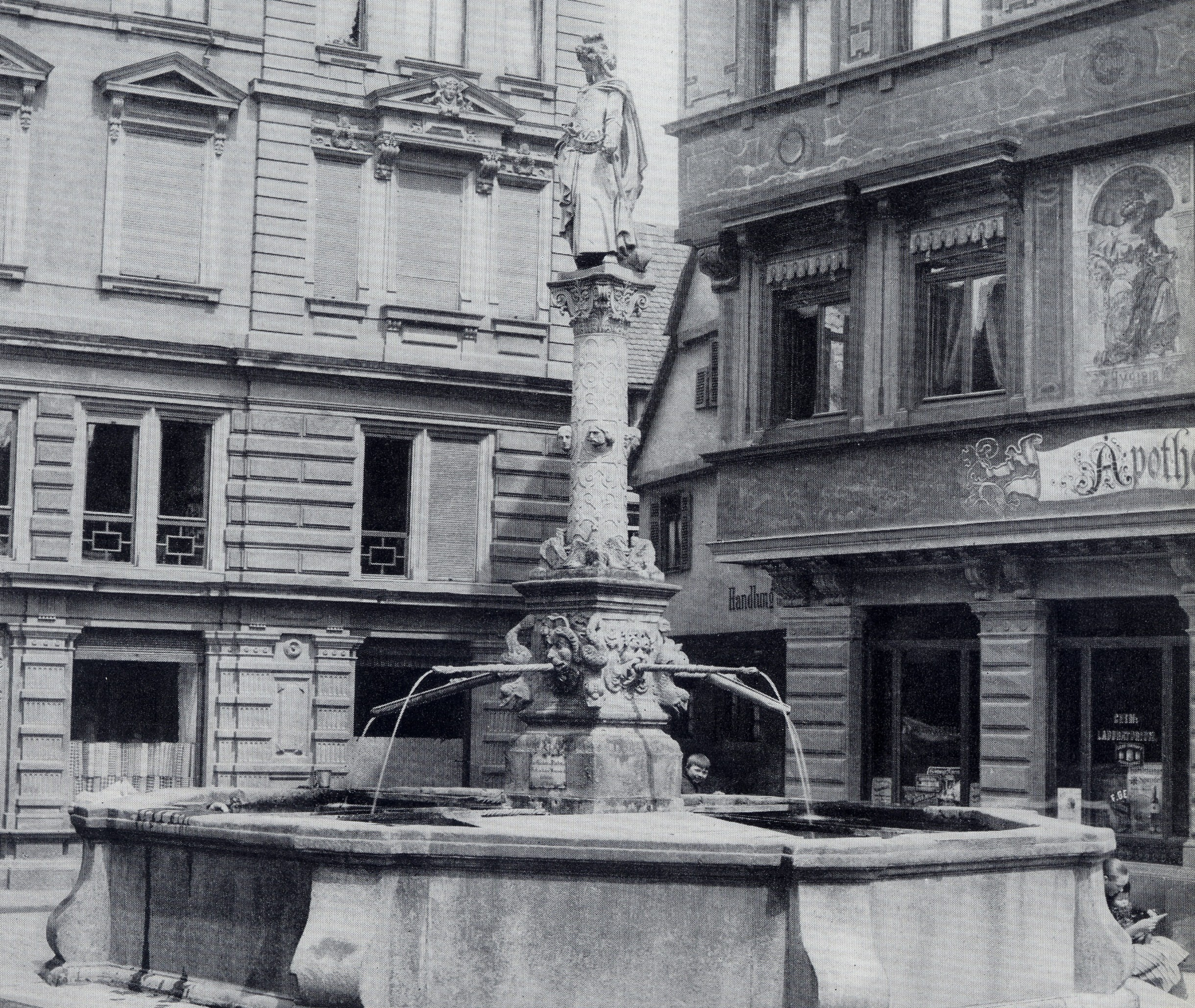
Fleinertorbrunnen mit Heilbronnia, 1900

Allegorische Statue der Heilbronnia, Sandstein, 1,50 cm hoch, Entstehungsjahr 1860. Standort: ursprünglich Brunnenfigur auf der Standsäule des Fleinertorbrunnens in Heilbronn, 1904 bei einem Sturm beschädigt und abgeräumt, heute Heilbronn, Stadtarchiv, Lapidarium, E020-110.
Literatur: AKL; Schwinghammer 2005, S. 85, Heilbronner Tagblatt Nr. 271 vom 15. November 1860, S. 1416.

#### Gabenspenderin (1863)
Weibliche Figur, Zinkguss von Wilhelm Pelargus nach einem Modell von Güldenstein, Entstehungsjahr 1863. Standort: ursprünglich Stuttgart, Villa Berg, heute verschollen.
Literatur: AKL; E 14 Bü 33, Nr. 25; E 14 Bü 203, 1861–1865, Nr. 39.

#### Zwei Bärengruppen (1863/1864)

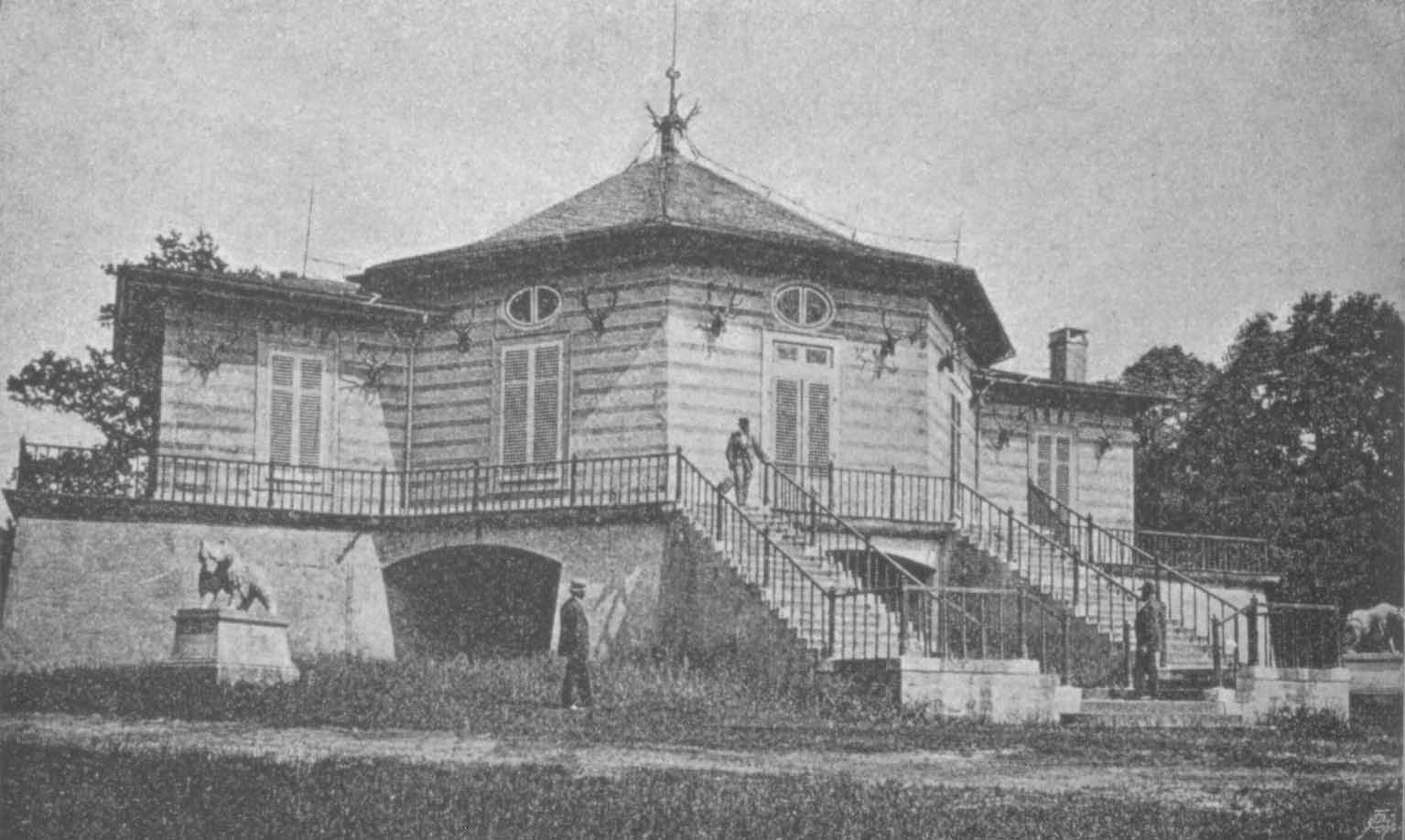
Bärenschlössle, vor 1887, links und rechts neben der Treppe je eine Bärenplastik von Güldenstein

Zinkguss von Wilhelm Pelargus nach Modellen von Güldenstein, erste Version: 7 Fuß hoch, zweite Version: 4 Fuß hoch, Entstehungsjahr 1863; Preis 3.250 Gulden. Standort: ursprünglich Stuttgart, Rotwildpark beim Bärenschlössle, heute verschollen.
Literatur: E 14 Bü 203, 1861–1865, Nr. 47; E 14 Bü 203, 1861–1865, Nr. 54,9. November 1863, 19. Januar 1864.

#### Trauernde (1867)
Sitzende Trauernde mit Amphore, Kranz und Lyra, Marmor, 80 cm hoch, bezeichnet: „A. Güldenstein 1867“, Entstehungsjahr 1867. Standort: ursprünglich Grabfigur auf einem unbekannten Grab, heute Heilbronn, Stadtarchiv, Lapidarium, E020-208.
Literatur: AKL.

#### Moses Mendelssohn (1869)
Porträtmedaillon von Moses Mendelssohn, Entstehungsjahr 1869. Standort: ursprünglich Laupheim, Israelitisches Schulhaus (1970 abgerissen), Verbleib des Medaillons unbekannt.
Literatur: AKL.

#### Grab Bernhard Molique (1869)

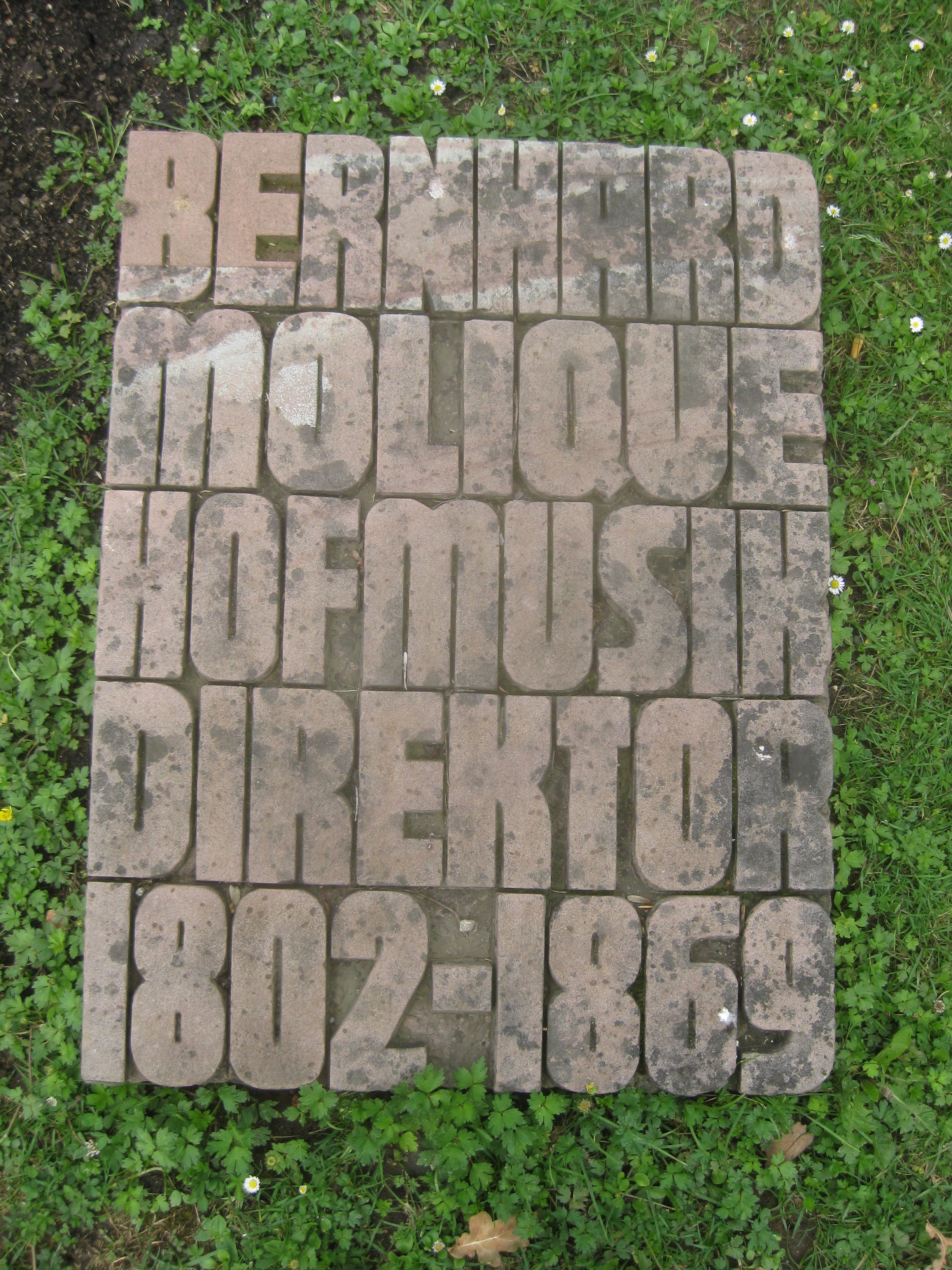
Grabmal von Bernhard Molique auf dem Uffkirchhof

Grabmal von Bernhard Molique, Entstehungsjahr 1869. Standort: ursprünglich Stuttgart, Uffkirchhof, Grab 1968 abgeräumt, durch eine moderne Grabliegeplatte ersetzt.
Literatur: AKL; NN 1884, S. 1887; Thieme-Becker.

#### Skulpturenschmuck Crédit Suisse Bank (um 1873)
Skulpturenschmuck am Gebäude der Crédit Suisse Bank (früher Schweizerische Kreditanstalt), Sandstein (?), Entstehungsjahr um 1873. Standort: Zürich, Paradeplatz 8.
Literatur: AKL; Joanovits 2002.

#### Grab Wilhelm von Sick (ab 1881)
Porträtmedaillon auf dem Grabmal von Wilhelm von Sick (1811–1881), Entstehungsjahr ab 1881. Standort: Stuttgart, Pragfriedhof, Grab nicht mehr auffindbar.
Literatur: Klöpping 1996; NN 1884, S. 1887.

#### Betender Genius (1881)
1881 auf der Württembergischen Landes-Gewerbeausstellung in Stuttgart ausgestellt, nichts Näheres bekannt, Entstehungsjahr 1881. Standort: unbekannt.
Literatur: NN 1881.

#### Relief zu Ehren König Wilhelms (1881/1882)
Relief aus fünf Tafeln als Dankbarkeitsbezeigung für den 1864 gestorbenen König Wilhelm, Zementguss und Marmor, Entstehungsjahr 1881/1882, Standort: ursprünglich Stuttgart, Hoppenlaustr. 23, am Gurtgesims von Güldensteins Wohnhaus, nach dem Abriss des Hauses verschollen.
Literatur: AKL; NN 1881; NN 1882; Thieme-Becker.

### Zuschreibungen
Es sind zwei falsche Werk-Zuschreibungen an Güldenstein bekannt:
- der Löwe auf dem Löwentor
- die Nymphe vom ehemaligen Nymphenbrunnen im Park der Villa Berg

und drei unbelegte Zuschreibungen:
- Puttenreliefs
- Delphinreliefs
- Sitzender Jakobus

#### Puttenreliefs (um 1851)

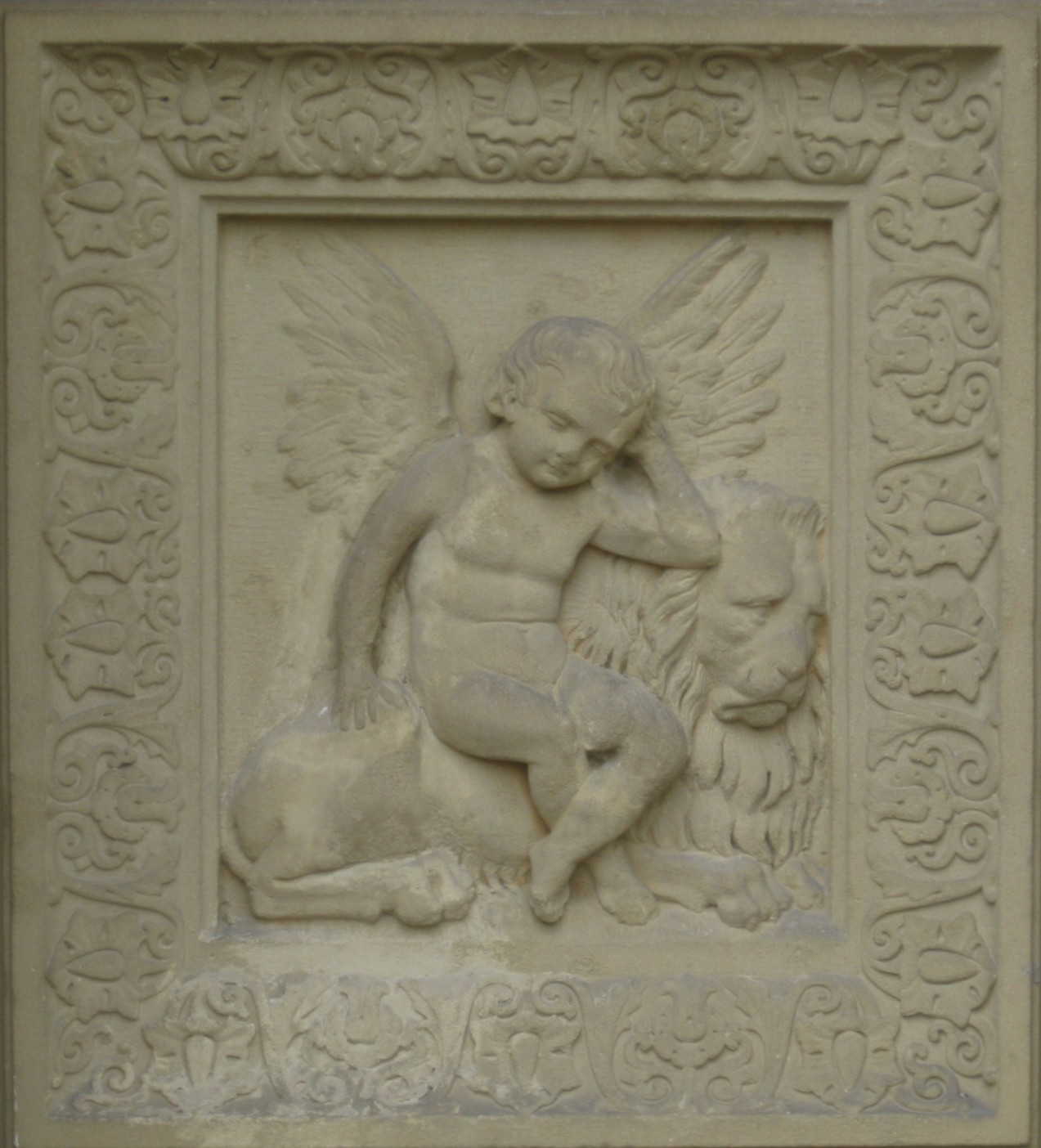
Puttenrelief mit Löwe
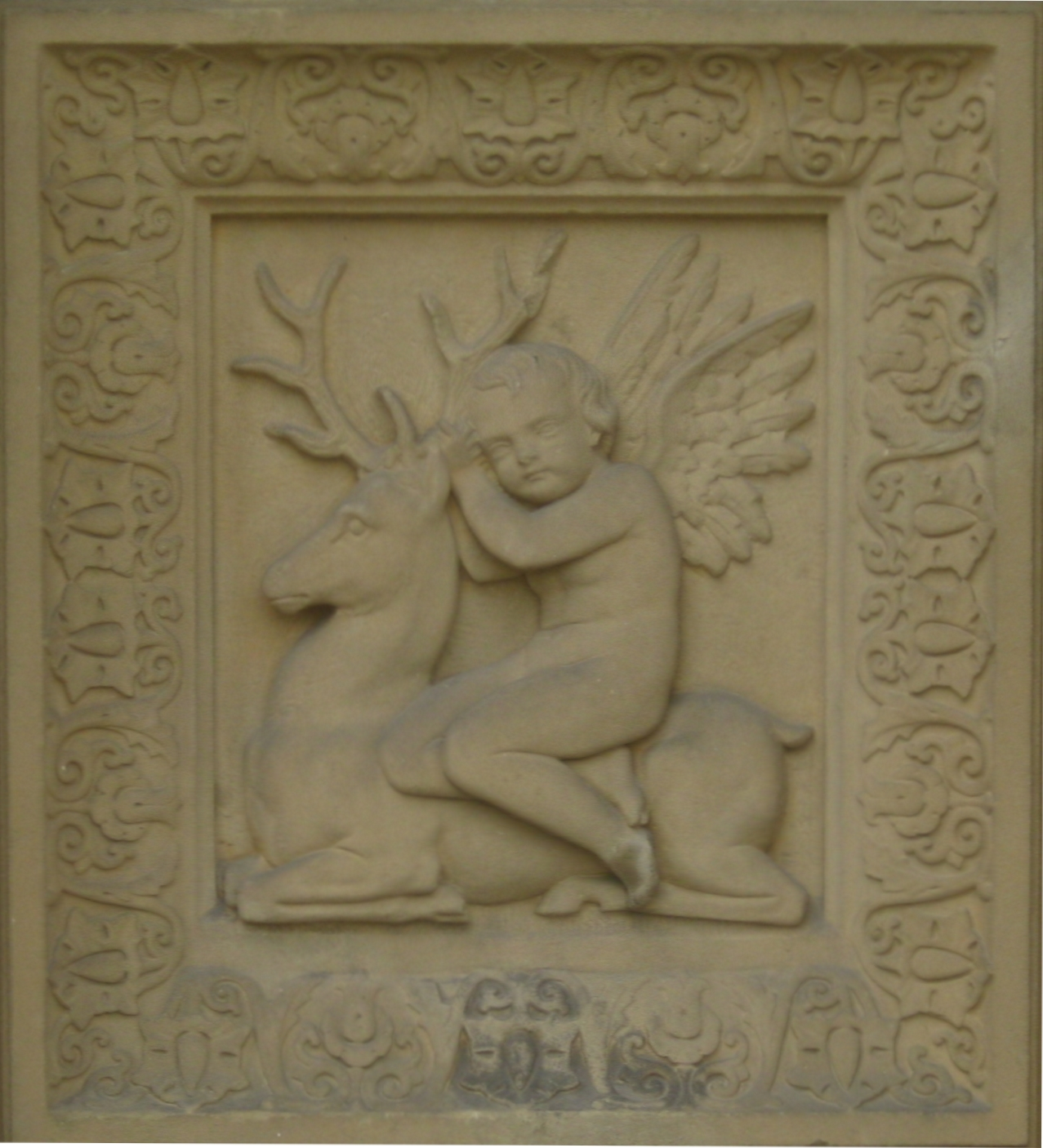
Puttenrelief mit Hirsch
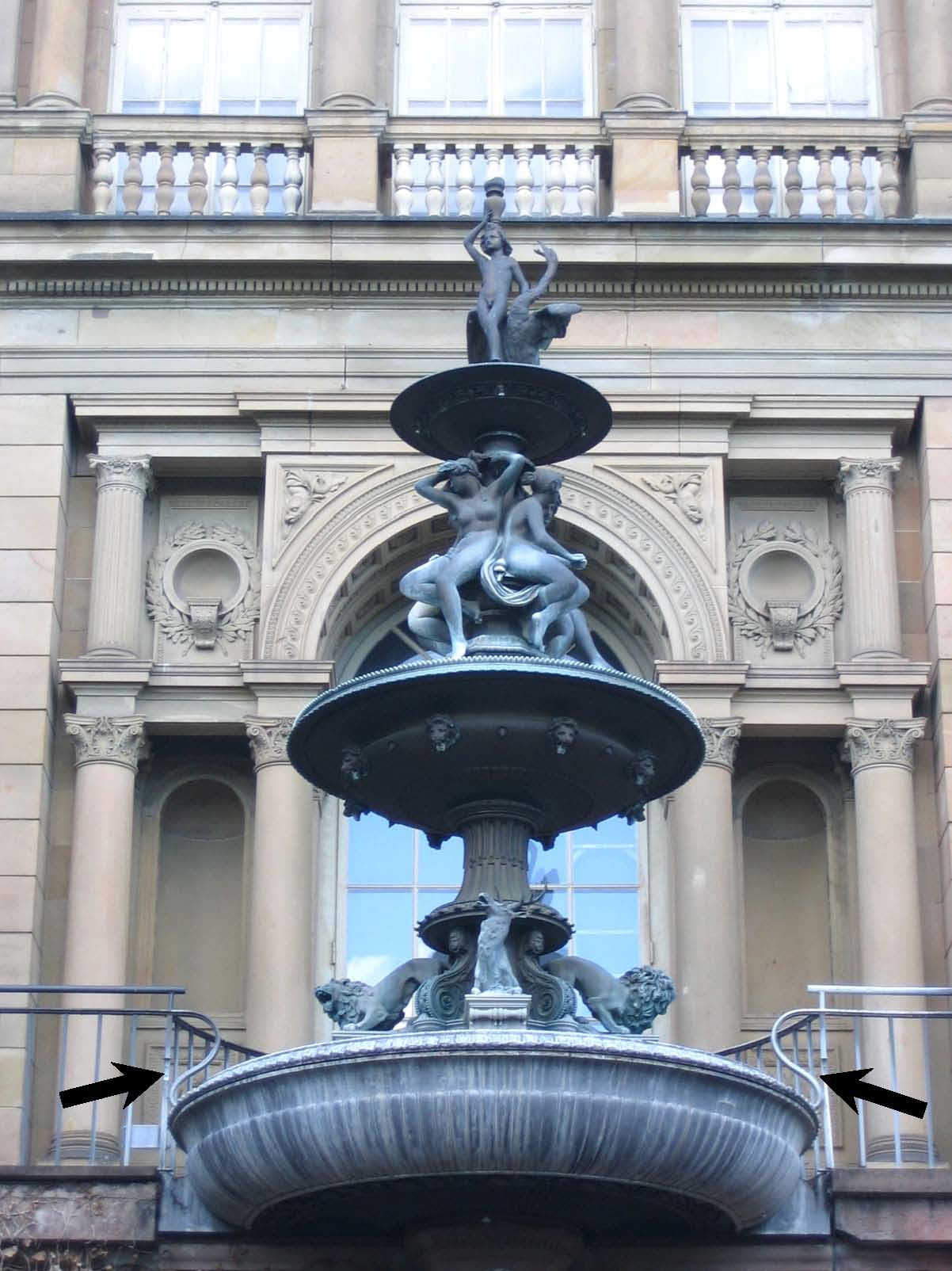
Pfeile = Position der Reliefs

Zwei quadratische Hochreliefs mit einem ornamentalen Rahmen, nach Entwürfen von Paul Wirth (1821–1870), ausgeführt wohl von Albert Güldenstein, Sandstein, Höhe ca. 58 cm, Breite ca. 52 cm, Entstehungsjahr um 1851, Stuttgart, Villa Berg, Ostfassade, Erdgeschoss, in der Portal-Ädikula über der Sockelzone zwischen je zwei gekoppelten Säulen zu beiden Seiten des Portals.
Die Reliefs nehmen das Wappentier-Motiv des Nymphenbrunnens wieder auf, der gegenüber der Ädikula die Terrasse abschließt.
- Linkes Relief: Das Relief zeigt einen geflügelten, nackten Putto, der mit überkreuzten Beinen und friedlich schlummerndend auf einem liegenden Löwen sitzt, einem der beiden württembergischen Wappentiere. Der Putto stützt seinen Kopf auf den angewinkelten linken Arm, den er gegen den Schädel des Löwen lehnt, die rechte Hand legt er vertrauensvoll auf dessen Hinterteil.

- Rechtes Relief: Ein ebenfalls geflügelter, nackter Putto hockt im Damensitz auf dem Rücken eines Hirschs, dem anderen württembergischen Wappentier, das sich wie ein Kamel dienstbar auf dem Boden niedergelassen hat. Mit den Händen klammert sich der schlafende Putto an eine Geweihstange des Achtenders, der stolz seine Brust vorreckt.

Beide Reliefs sind wie ein Bild in einen breiten Rahmen eingelassen, der aus einem Band mit Volutenranken und zwei alternierenden Blütenmotiven besteht.
Die Zuschreibung an Güldenstein ist nicht durch eindeutige Belege gesichert. Nach Müller 1851 wurden die Bildhauerarbeiten der Villa Berg von „Güldenstein und Zell u. s. w.“ ausgeführt. Güldenstein war auf Tierplastiken spezialisiert und schuf auch die Modelle für den Nymphenbrunnen mit den württembergischen Wappentieren in der unteren Schale. Es ist daher anzunehmen, dass Güldenstein den Auftrag für Nymphenbrunnen und Hochreliefs zusammen erhielt.
Literatur: Müller 1851, S. 322, mittlere Spalte, Fußnote.

#### Delphinreliefs (um 1851)

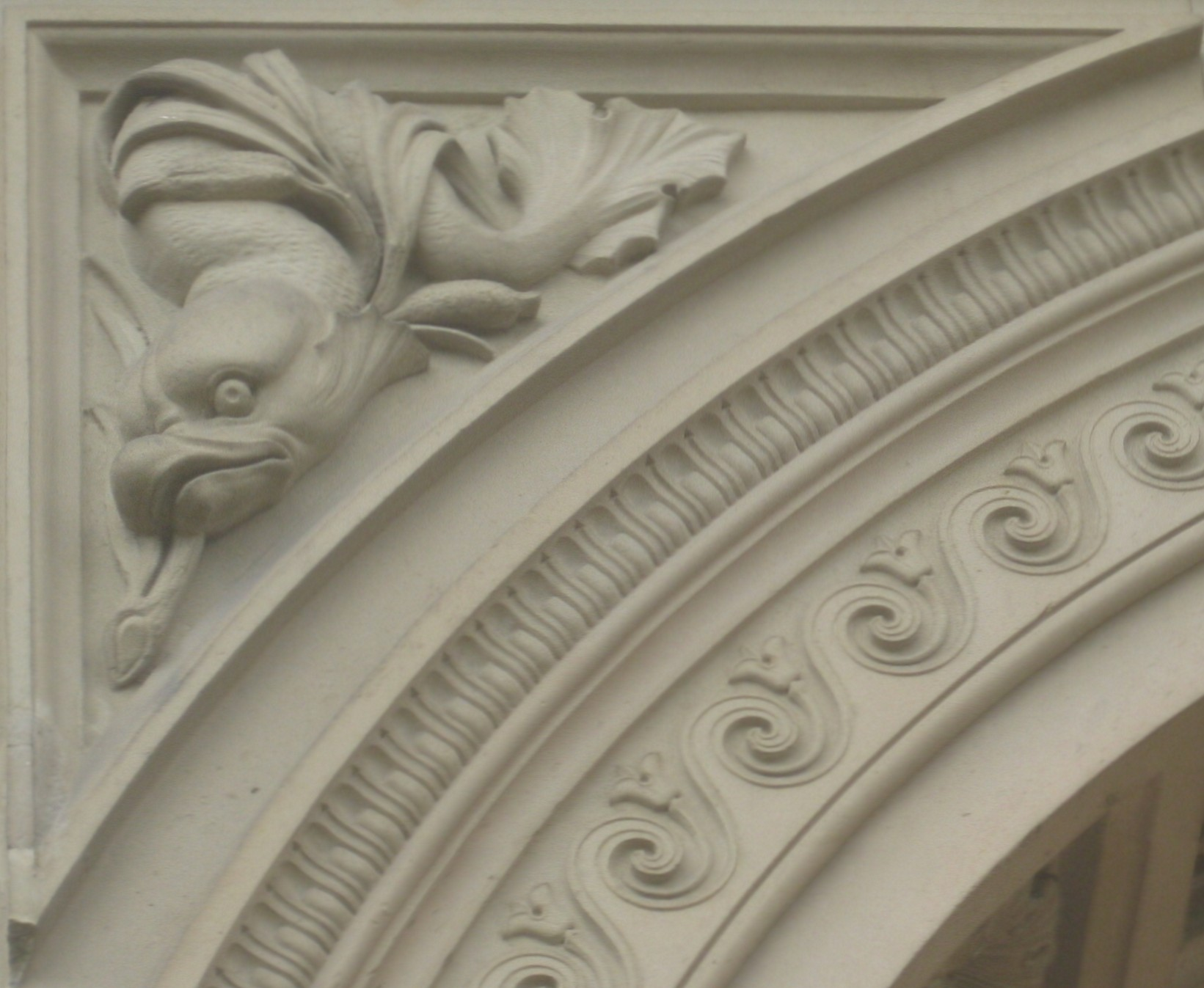
Linkes Delphinrelief
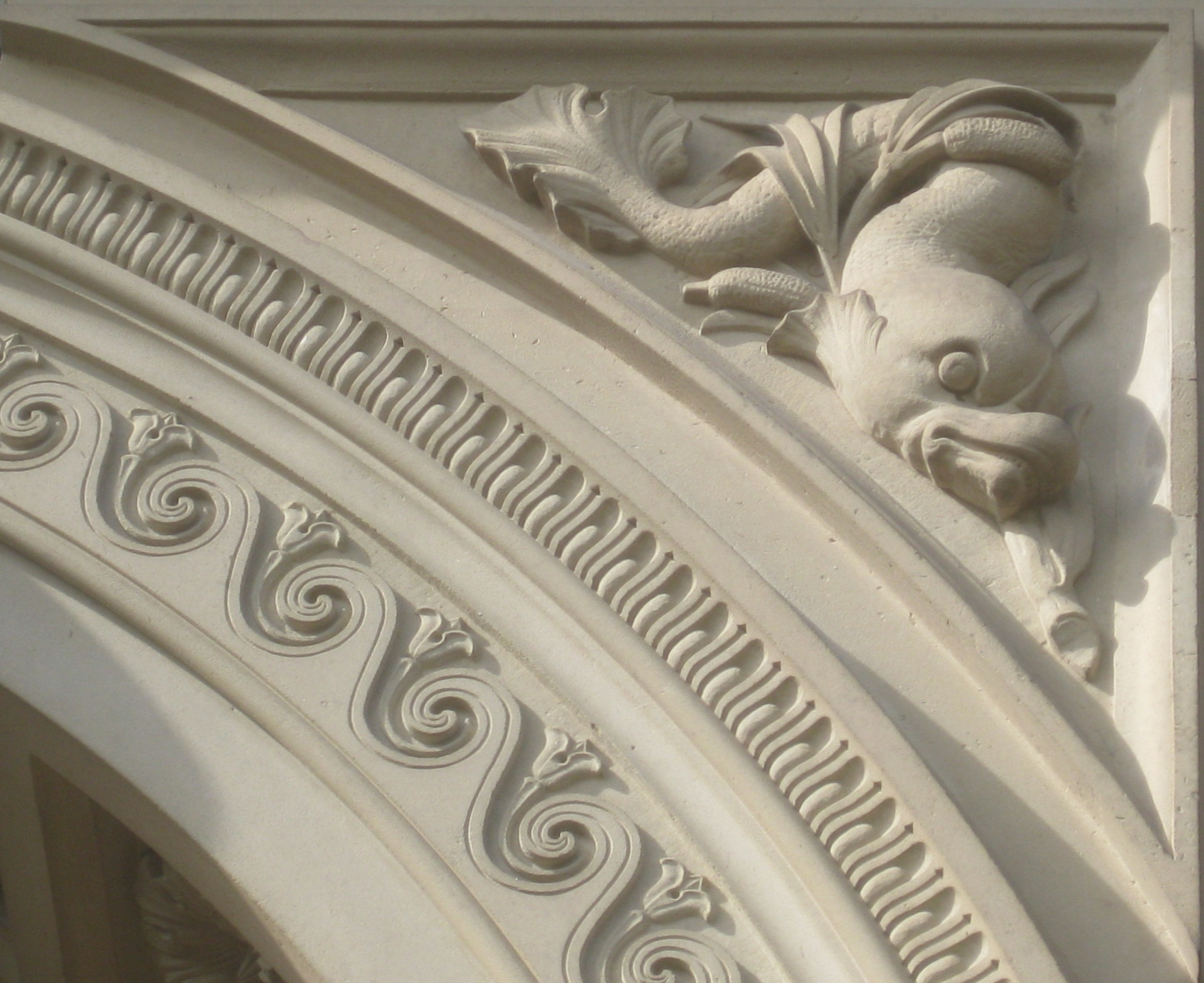
Rechtes Delphinrelief
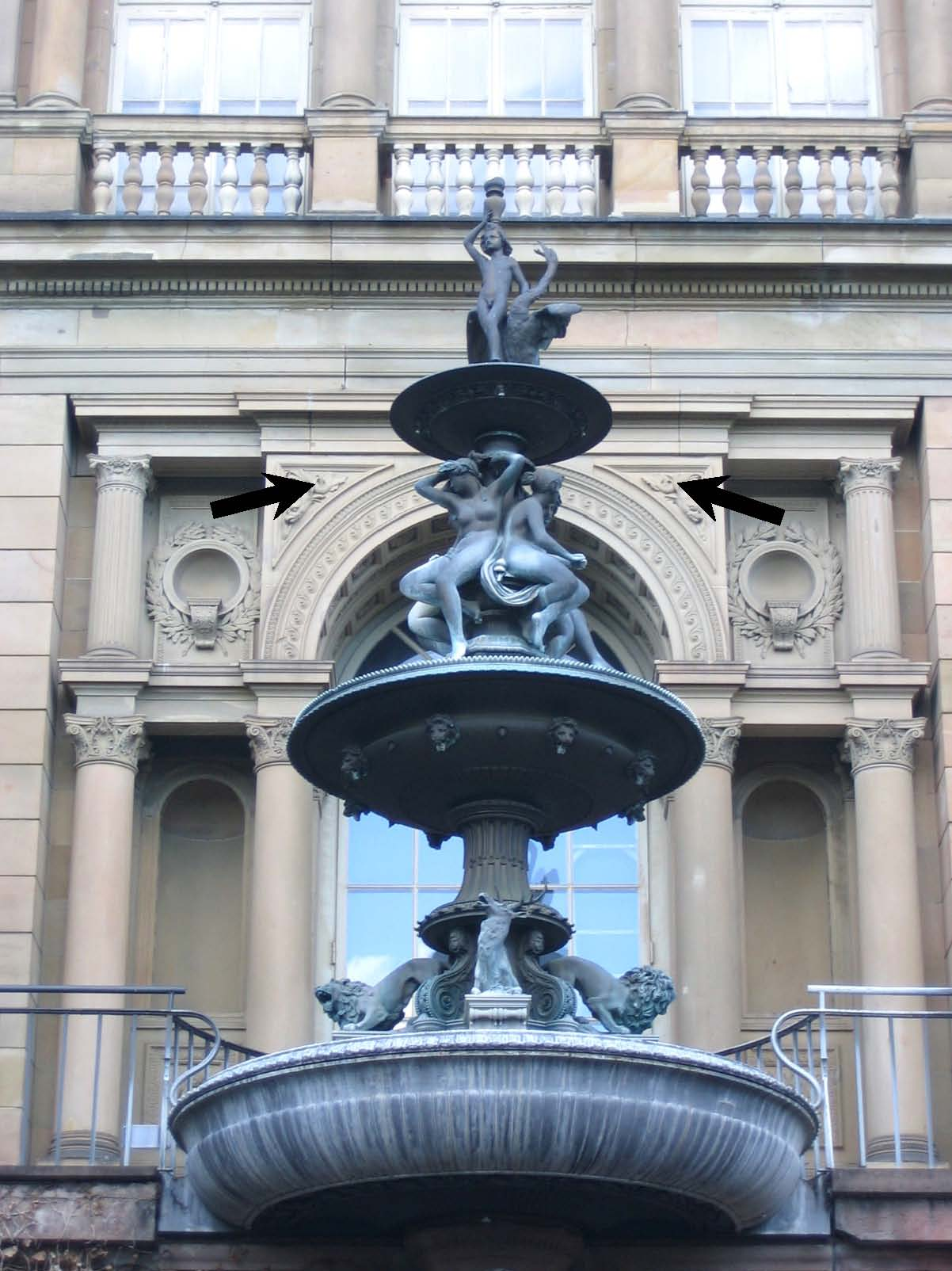
Pfeile = Position der Reliefs

Zwei Bogenzwickel-Hochreliefs mit einem profilierten Rahmen, nach Entwürfen von Paul Wirth (1821–1870), ausgeführt wohl von Albert Güldenstein, Sandstein, Maße unbekannt, Entstehungsjahr um 1851, Stuttgart, Villa Berg, Ostfassade, Erdgeschoss, in den Bogenzwickeln der Portal-Ädikula.
Die Reliefs nehmen das Meerestier-Thema des Nymphenbrunnens auf, der gegenüber der Ädikula die Terrasse abschließt. Neben Muscheln und Wasserschnecken zieren den Brunnen auch vier Delphine, die zwischen den Nymphen angeordnet sind.
Beide Reliefs zeigen einen Delphin, der sich wie eine Schlange in den rechten Winkel des Zwickels bäumt. Den dicken, glubschäugigen Kopf mit dem großen Maul zwängt er in die untere Ecke, der Schwanz, der genauso wie die Brustflosse blätterförmig ausgebildet ist, füllt die obere Ecke aus. Die zwei Reliefs unterscheiden sich, abgesehen von der Seitenverkehrung, nur geringfügig voneinander, außer in der Ausbildung der Wasserpflanze, die den Körper des Delphins umschlingt. Beide Reliefs sind wie ein Bild in einen einfach profilierten Rahmen eingelassen.
Die Zuschreibung an Güldenstein ist nicht durch eindeutige Belege gesichert. Nach Müller 1851 wurden die Bildhauerarbeiten der Villa Berg von „Güldenstein und Zell u. s. w.“ ausgeführt. Güldenstein war auf Tierplastiken spezialisiert und schuf auch die Modelle für den Nymphenbrunnen mit Delphinen und anderen Meerestieren. Es ist daher anzunehmen, dass Güldenstein den Auftrag für Nymphenbrunnen und Hochreliefs zusammen erhielt.
Literatur: Müller 1851, S. 322, mittlere Spalte, Fußnote.

#### Löwe auf dem Löwentor (1858)

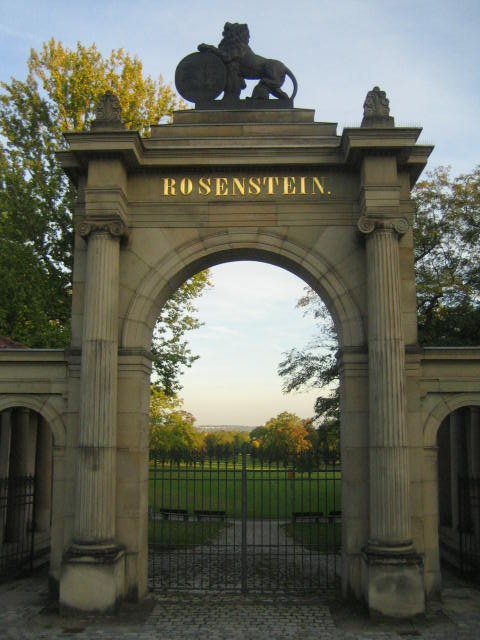
Löwe auf dem Löwentor

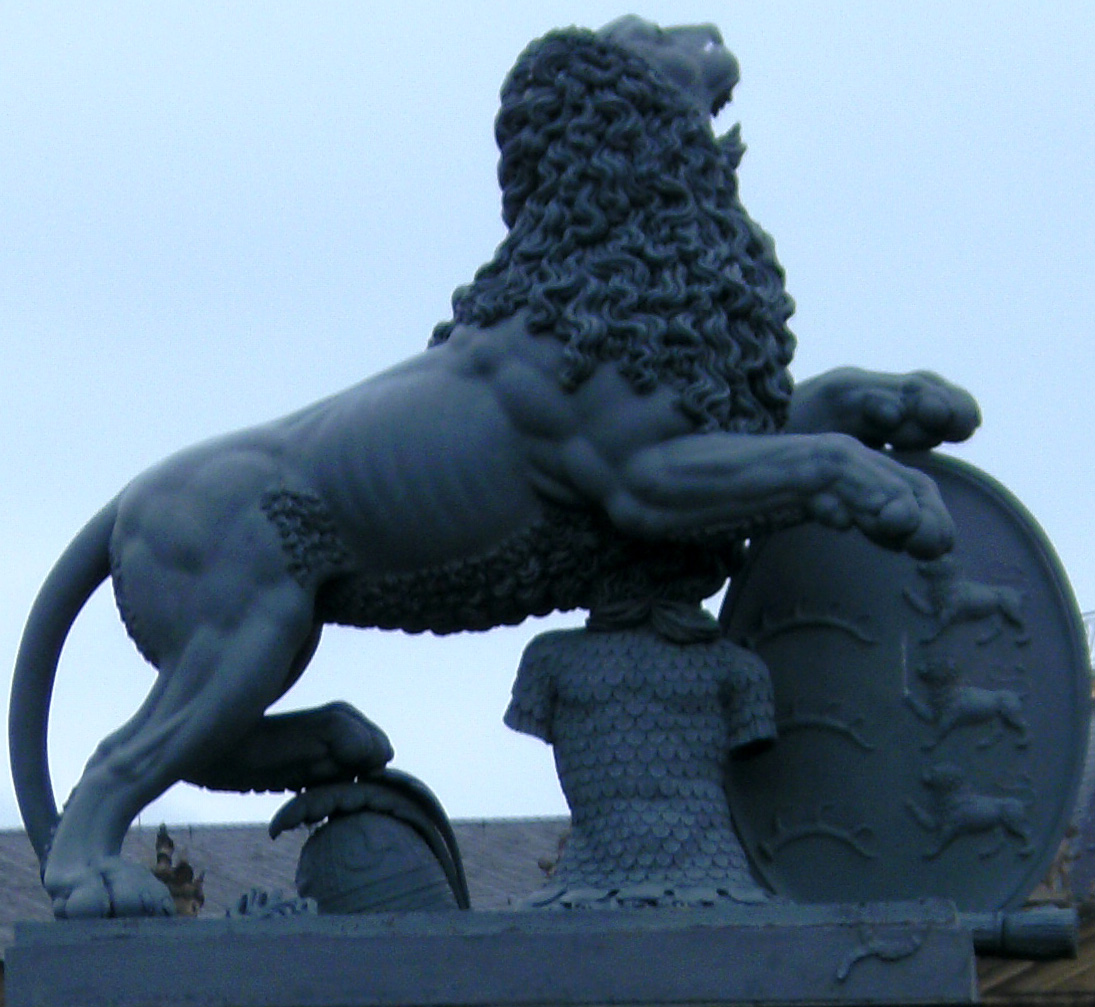
Zum Vergleich: Löwe beim Neuen Schloss

Wappenhaltender Löwe, Zinkguss von Wilhelm Pelargus nach dem Wappenlöwen am Eingang zum Ehrenhof des Neuen Schlosses, der nach einem Modell von Antonio Isopi entstand, Entstehungsjahr 1858, 1992 durch eine Bronzekopie der Kunstgießerei Strassacker in Süßen ersetzt, Stuttgart, Löwentor, am Prag-Eingang zum Rosensteinpark.
Die Zuschreibung an Güldenstein trifft nicht zu, vielmehr ist der Löwentor-Löwe ein Abbild des Wappenlöwen vor dem Neuen Schloss. Tatsächlich wurde jener nach diesem in Gips abgeformt und in Zink gegossen.
Literatur: Harling 1993, S. 12; Kress 1987, S. 104.

#### Wasserspendende Nymphe (ab etwa 1910)

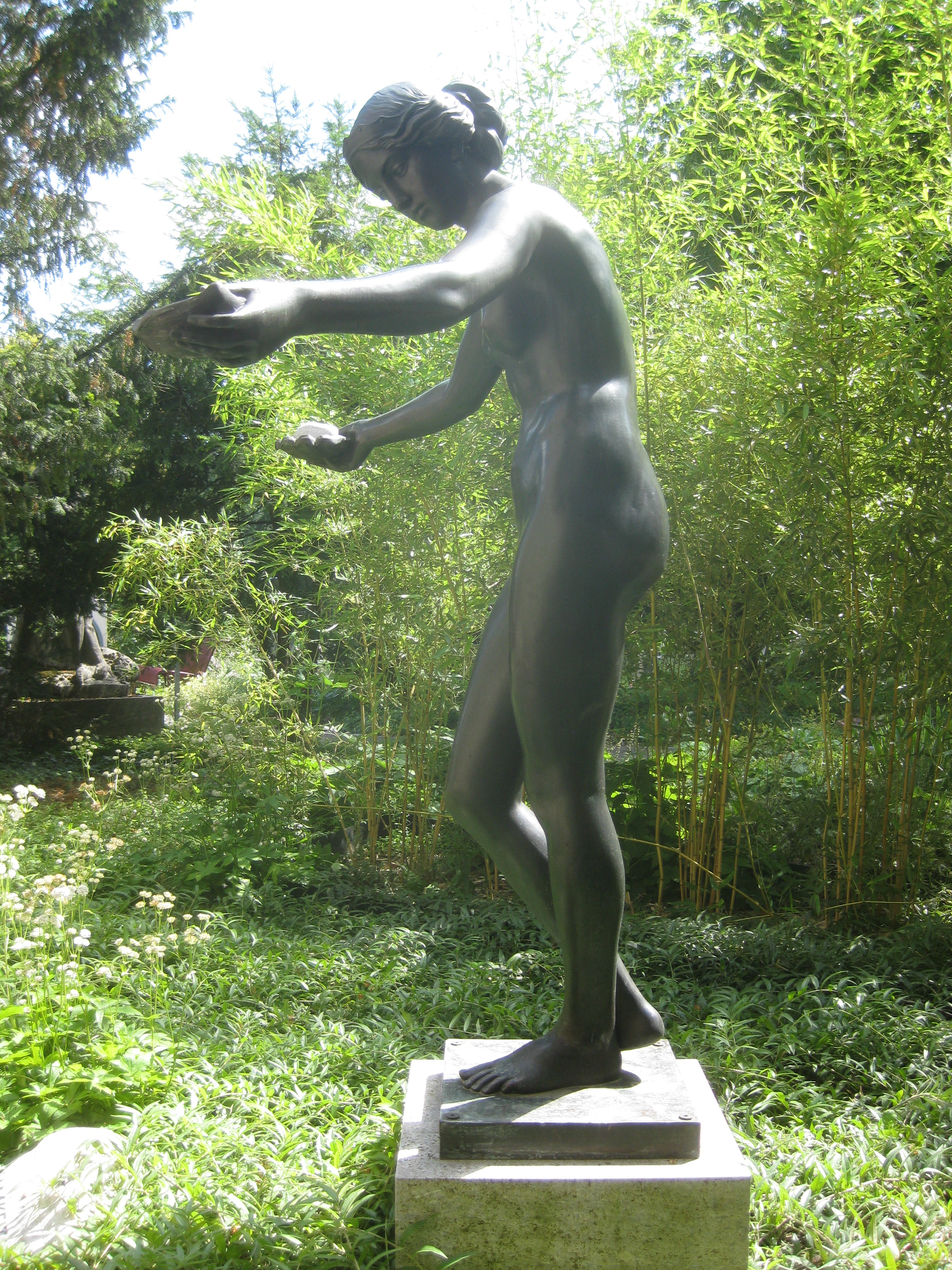
Heutiger Standort auf dem Pragfriedhof

Nackte weibliche Nymphe auf quadratischer Plinthe von dem Düsseldorfer Bildhauer Franz Linden (1873–1923), Bronze, niedriger quaderförmiger Steinsockel, Höhe ohne Sockel ca. 165 cm, Entstehungsjahr etwa ab 1910, bezeichnet an der Plinthe links: „FRANZ LINDEN / DUESSELDORF.“, ursprünglich: Stuttgart, Villa Berg, auf dem Brunnen im Rosengarten, etwa seit 1980: auf dem Brunnen im Südgarten der Villa Berg auf der Tiefgarage des Südwestrundfunks, heute: Stuttgart, Pragfriedhof, links neben dem Historischen Leichenhaus.
Die nackte Nymphe stand ursprünglich im Park der Villa Berg als Brunnenfigur im Rosengarten vor der Kulisse des Gartenbelvedere, später ebenfalls als Brunnenfigur im Südgarten. Sie breitet die Arme aus und lässt aus den beiden Muscheln, die sie in Händen hält, das Wasser in feinen Strahlen in den Brunnen hinabrieseln. An ihrem jetzigen Standort auf dem Pragfriedhof hat sie ihre Funktion als Brunnenfigur verloren.
Die Fehlzuschreibung, die sich nur bei Böhm 2004 findet, beruht wahrscheinlich auf einer Verwechslung des Brunnens mit dem Nymphenbrunnen an der Ostfassade der Villa Berg, dessen figurale Ausstattung von Güldenstein stammt.
Literatur: Böhm 2004, S. 35; Gohl 2007, S. 116.

#### Sitzender Jakobus
Sitzender Apostel Jakobus, Stein, Entstehungsjahr unbekannt, Heilbronn, Stadtteil Böckingen, Kirchsteige 14/1, auf dem Gelände des ehemaligen Friedhofs, ursprünglich auf dem Grab eines Schultheißen im Stadtteil Kirchhausen.
In Fekete 2007 wird auf Grund der stilistischen Verwandtschaft mit der Pilgerstatue auf dem Alten Friedhof in Heilbronn Güldenstein als möglicher Urheber angesehen.
Literatur: Fekete 2007.

## Rezeption
Güldenstein, der hauptsächlich als Tierbildhauer hervortrat, hatte unter einem ähnlichen Vorurteil zu leiden wie die Tiermaler, die in der Hierarchie der Malereigattungen nur einen mittleren Rang einnahmen. Hinzu kam, dass die Wilhelma bis zum Tod König Wilhelms 1864 für die Öffentlichkeit gesperrt war, und daher kaum jemand Güldensteins Tiergruppen zu Gesicht bekam. Der König war aber offenbar begeistert von seinen Tiergruppen, sonst hätte er nach seiner ersten Bestellung 1847 nicht drei Zinkgruppen (1851–1853) und fünf weitere Marmorgruppen (1856/1857) folgen lassen.
Einen Abguss seiner Hirschgruppe durfte Güldenstein jedoch mit königlicher Erlaubnis 1854 auf der Ersten Allgemeinen Deutschen Industrieausstellung in München ausstellen. Das Echo war entmutigend. In dem Bericht der „Beurtheilungs-Commission“ wurde zwar die Lebendigkeit und die geschickte Zusammenstellung seiner Tiergruppen gelobt, die Ausführung aber als mangelhaft kritisiert. Ein anderer Autor blies in das gleiche Horn: „Die kolossalen Thiergruppen von Güldenstein in Stuttgart sind lebendig gedacht, aber roh in der Ausführung und unruhig in der Wirkung […].“ Güldenstein führte die geringschätzige Kritik vor allem darauf zurück, dass er keinen Titel vorzuweisen hatte, und bemühte sich beim König daraufhin (vergeblich) um einen Professorentitel.
Die einzige, wenn auch indirekte zeitgenössische Beurteilung der Tierplastiken findet sich in Karl Bücheles Stuttgart-Reiseführer von 1858. Er schreibt, dass die Marmorgruppen „aus dem Atelier des in diesem Genre rühmlichst bekannten Bildhauers Güldenstein hervorgegangen“ sind. Da auch er die Skulpturen nicht aus eigener Anschauung in der Wilhelma kannte, muss man annehmen, dass er (und andere) sie im Atelier des Künstlers besichtigt hatten.
Güldenstein als ein Bildhauer von eher regionaler Bedeutung ist bisher nicht kunsthistorisch gewürdigt worden. Die einzige Beurteilung seines Werks bietet das AKL: „Güldensteins klassizistische Ausbildung zeigt sich vor allem in den Grabmalfiguren, während sich die naturalistischen Tier-Skulpturen durch detailliertes Natur-Studium auszeichnen. Tier-Darstellungen bilden den Hauptteil seines Werkes.“

### Biographische Nachschlagewerke
- Güldenstein, Albert. In: Rudolf Vierhaus (Hrsg.): Deutsche biographische Enzyklopädie (DBE). Band 4, München 2006, S. 235.
- Güldenstein, Albert. In: Ulrich Thieme, Fred. C. Willis (Hrsg.): Allgemeines Lexikon der Bildenden Künstler von der Antike bis zur Gegenwart. Begründet von Ulrich Thieme und Felix Becker. Band 15: Gresse–Hanselmann. E. A. Seemann, Leipzig 1922, S. 198 (Textarchiv – Internet Archive).
- Friedrich Mueller, Karl Klunzinger: Die Künstler aller Zeiten und Völker. Band 2. Ebner & Seubert, Stuttgart 1860, S. 311 (Online in der Google-Buchsuche).
- Hermann Alexander Müller: Biographisches Künstler-Lexikon. Verlag des Bibliographischen Instituts, Leipzig 1882, S. 232 (retrobibliothek.de [abgerufen am 10. Juli 2011]).
- Almanach der Maler und Bildhauer Deutschlands und Österreich-Ungarns, Stuttgart 1890, S. 92.
- Patricia Peschel: Güldenstein, Albert. In: Allgemeines Künstlerlexikon. Die Bildenden Künstler aller Zeiten und Völker (AKL). Band 64, Saur, München u. a. 2009, ISBN 978-3-598-23031-8, S. 359.
- Salomon Wininger: Große Jüdische Nationalbiographie. Band 2, Cernauti 1927, S. 552 (Digitalisat).

### Leben und Werk
- Max Bach: Stuttgarter Kunst 1794–1860, nach gleichzeitigen Berichten, Briefen und Erinnerungen. Stuttgart 1900, S. 184, 319.
- Karl Büchele: Stuttgart und seine Umgebungen für Einheimische und Fremde. Stuttgart 1858, S. 251, 291-292, 301, 303.
- Rainer Herzog: Wilhelma Stuttgart. Dokumentation der historischen und gestalterischen Entwicklung der Wilhelma-Gartenanlagen. Stuttgart 1990, S. 11, 12, 46, 93, 95-96.
- Wolfgang W. Kress: Vom Zinn zum Erz – Die Stuttgarter Kunsterzgießerfamilie Pekargus. In: Schwäbische Heimat. 38.1987, S. 104–105.
- Gerd Leibrock Ein Bildhauer aus Sontheim. Albert Güldenstein (1822–1891). In: Christian Schrenk (Hrsg.); Annette Geisler (Redaktion): Heilbronner Köpfe VII. Lebensbilder aus vier Jahrhunderten. Heilbronn 2014, S. 91–110.
- NN: Ein jüdischer Bildhauer. In: Allgemeine Zeitung des Judentums. 1886, S. 188 Original, Transkription.
- Friedrich Noack: Gueldenstein. In: Schedarium der Künstler in Rom. [Rom] ohne Jahr, Digitalisat
- Gerhard Schwinghammer; Reiner Makowski: Die Heilbronner Strassennamen. Tübingen 2005, S. 85–86.
- Gustav Wais: Stuttgarts Kunst- und Kulturdenkmale, Stuttgart [1954], S. 41, 57–58, 60.

### Einzelne Werke
Literatur zu den Tiergruppen in der Wilhelma siehe Tierskulpturen (Wilhelma).
- Hans Böhm (Hrsg.); Ute Schmidt-Contag (Illustration): Brunnen in Stuttgart. Stuttgart 2004, S. 35 (Nymphenbrunnen von Franz Linden).
- Handbuch der deutschen Kunstdenkmäler, Band Baden-Württemberg 1: Die Regierungsbezirke Stuttgart und Karlsruhe. München 1993, S. 26–27, 760.
- Johann Friedrich Dürr, Theodor Ebner, u. a. Max Bach (artistische Leitung): Illustrierte Geschichte von Württemberg. Stuttgart [1886].
- Julius Fekete, Simon Haag, Adelheid Hanke, Daniela Naumann: Denkmaltopographie Baden-Württemberg. Band I.5: Stadtkreis Heilbronn, Stuttgart 2007, S. 169.
- G: Stuttgart. In: Deutsches Kunstblatt 8, 1857, Nr. 16 vom 16. April, S. 143, Digitalisat, Nr. 24 vom 11. Juni, S. 211, Digitalisat (Triumph-Fontaine des Kaisers Napoleon des Dritten).
- Ulrich Gohl (Hrsg.): Die Villa Berg und ihr Park. Geschichte und Bilder. Stuttgart 2007.
- Rotraud Harling, Manfred Warth: Schloß und Park Rosenstein. Stuttgart 1993, S. 10–12, Fußnote 10 auf S. 16 (zwei Löwen und Kandelaber für Schloss Rosenstein).
- Maria Theresia Heitlinger: Der Alte Friedhof. Heilbronner Schicksale. Heilbronn 2007, S. 84–86 (Pilgerstatue).
- Gisela Hengstenberg: Rübezahl im Königsbau. Die Stuttgarter Künstlergesellschaft „Das Strahlende Bergwerk“. Stuttgart 2003, S. 148.
- Zsolt Joanovits: Credit Suisse Group Bauwerke 1692–1992. Zürich 2002, S. 30–35 (Crédit Suisse).
- Timo John: Die königlichen Gärten des 19. Jahrhunderts in Stuttgart. Worms 2000, Seite 82, 85, 96.
- Annette Köger: Antonio Isopi (1758–1833). Ein römischer Bildhauer am württembergischen Hof. Band 1: Leben und Werk, Dokumente. Lang, Frankfurt am Main 1996, S. 255–257.
- L.: Stuttgart. In: Deutsches Kunstblatt. 8, 1857, Nr. 52 vom 24. Dezember, S. 461, Digitalisat (Winter).
- Friedrich Müller: Die Villa Sr. K. Hoh. des Kronprinzen von Württemberg bei Stuttgart. In: Neue Illustrirte Zeitschrift für Bayern. 1851, Nr. 36 [in Auszügen abgedruckt bei Gohl 2007, S. 31–43] (Nymphenbrunnen).
- NN: Die Industrie-Ausstellung in München. I. In: Deutsches Kunstblatt. Zeitschrift für bildende Kunst, Baukunst und Kunstgewerbe. 5.1854, Nr. 36 vom 7. September, S. 343–345, Digitalisat.
- NN: Die allgemeine deutsche Industrieausstellung. Achte Gruppe. Metallwaren und Waffen. Das Eisen. In: Zeitschrift des Vereins zur Ausbildung der Gewerke. 4, 1854, S. 25–28 online in der Google-Buchsuche
- NN: Offizieller Katalog der Württembergischen Landes-Gewerbeausstellung 1881. Stuttgart [1881], S. 244.
- NN: Stuttgart.10. Mai. In: Schwäbische Kronik. Nr. 110 vom 11. Mai 1882, S. 707 (Relief zu Ehren König Wilhelms).
- NN: Die in Württemberg und insbesondere in Stuttgart öffentlich aufgestellten plastischen Kunstwerke. In: Schwäbische Kronik. Nr. 255 vom 26. Oktober 1884, S. 1717–1718, Nr. 281 vom 26. November 1884, S. 1886–1887.
- Inge Petzold (Text); Christel Danzer (Fotos): Wasser zu Nutz und Zier. Stuttgarter Brunnen und Wasserspiele. Motive, Gestaltung, Geschichte, Geschicke. Stuttgart 1989, S. 34–35 (Nymphenbrunnen von Franz Linden).
- Alexander Renz: Chronik der Stadt Heilbronn. Band 6: 1945–1951. Heilbronn 1995, S. 195 (Grabstein C. K. Kunze),
- Frank Scholze: Karl Ludwig Wilhelm von Zanth und die Wilhelma. Eine kurze Einführung zum 200. Geburtstag des Architekten. Stuttgart 1996, S. 21, 36, 38 (Tiergruppen, elib.uni-stuttgart.de PDF; 109 kB).
- Carl-Wolfgang Schümann: „Olga wohnt himmlisch“. Studien zur Villa Berg in Stuttgart. In: Jahrbuch der Staatlichen Kunstsammlungen in Baden-Württemberg. 10.1973, S. 49–87.
- Michael Wenger: Vor 150 Jahren in Stuttgart-Berg vollendet; die Villa fürs Kronprinzenpaar. „Im edelsten Renaissance Styl von Leins erbaut“. In: Schlösser Baden-Württemberg. 2003, Heft 2, S. 31–35 (Nymphenbrunnen).
- August Wintterlin: Württembergische Künstler in Lebensbildern. Stuttgart 1895, S. 435 (Christian Friedrich Leins).